# 黒執事の登場人物
本項では枢やなの漫画『黒執事』の登場人物について解説する。特記の無い限りテレビアニメ版はオリジナルストーリーが展開された第1期・第2期を指すものとする。実写映画版の登場人物については黒執事#登場人物（映画）を参照のこと。
担当声優は、ドラマCD版 / アニメ版の順。声優名1人の場合はアニメのみであることを示す。
なお、原作の進展によって「シエル」というキャラクターが2人登場するが特に断りがない場合、単にシエルと言った場合は主人公のシエルを指す。 

## 主要人物
セバスチャン・ミカエリス
声 - 森川智之 / 小野大輔
本作の主人公。ファントムハイヴ家の執事（バトラー）。
長身で黒髪の容姿端麗な若い男。知識・教養・料理・武術とすべてが完璧であり、執事として物腰が柔らかく謙虚で品位のある人物。主のシエルを「坊ちゃん」と呼んで高い忠誠心を見せ、我儘で時に理不尽な彼の要望も完璧にこなす。人心掌握にも長け、その普段の様子と相まって他者に強い好印象を抱かせる。しかし、シエルと2人だけの時には暴力的な本性を垣間見せ、鋭い毒舌を吐くこともある。特に女王の番犬たるファントムハイヴ家の裏仕事として殺人なども躊躇なく行える。その仕事ぶりや身体能力で周りを驚かせても「ファントムハイヴ家の執事たる者 このくらいできなくてどうします？」「あくまで執事ですから」と、淡々と応じ、この言葉自体が決め台詞にもなっている。
正体は悪魔であり、「あくまで執事ですから」も「悪魔」に掛けたダブル・ミーニングになっている。後述の経緯からシエルと契約することになり、ファントムハイヴ家襲撃事件の犯人を見つけ出してシエルが復讐を完了するまでは、表向きは執事として仕えている。その常人離れした仕事ぶりも悪魔ゆえであり、銃火器や毒ガスといった人間の攻撃では軽傷を負う程度に過ぎず、そもそも多数の銃弾でもたやすく回避できるうえ、先述の軽傷も即座に治癒できる。神出鬼没でもあり、一瞬でイギリスからアメリカに移動するといった特殊能力も持つ。作中で対抗できるのは、同じく超常の存在である死神くらいである。シエルとは「彼に対し嘘をつかない」「裏切らず絶対服従」「復讐を終えるまであらゆる外的要因から守り抜く」という3つの契約を結んでおり、契約完了後は代価としてその魂を頂くことになっている。左手の甲には黒魔術を示す逆ペンタクルが描かれており、シエルの右目の魔法陣と対になっている。また、「セバスチャン」という名前は、ファントムハイヴ家で飼われていた犬の名前にちなむ。
物語開始の約3年前、シエルが生贄にされた黒ミサにおいて、その彼に呼び出されるという形で召喚される。当初は言葉巧みに誘導してたやすく魂を得ようとしたが、その狙いを見抜いたシエルの賢さと復讐心から彼に興味を持ち、上記の契約を結んで執事となる。人間社会の知識には長けていたものの当初は表面的な真似事に過ぎずシエルに叱咤され、料理などは物理的に行うこと（魔法のように無から生じさせない）を約束され、鍛錬の末に現在の完璧な執事に至った。
大の猫好きで、猫を構う時は素で喜ぶ態度を見せる。ただ、シエルが猫アレルギーで屋敷では飼うことができないため、もっぱら仕事で屋外を調査中に出くわした野良猫などを構うことが多い。
テレビアニメ版
犬は嫌い。第1期最終話では、アンジェラ（アッシュ）を惨殺する際に真の姿（本人いわく「無様で醜悪でえげつない」）を現したが、ヒールのような足元を除いてその姿は黒い影に包まれていた。
第2期では、アロイスとハンナの契約によってシエルが悪魔へ転化させられたことで彼が人間としての魂を失ったため、永遠にその魂を食べられなくなる。さらにシエルの「魂を食らうまで執事として従え」という命令と、バラ迷宮で彼に「お前は永遠に僕の執事だ」という命令に「イエス」と答えていたため、永遠にシエルの執事として仕える運命となる。最終話では、執事長の証であるピンをタナカに返上し、シエルとともに屋敷から去る。そして、決め台詞も「あくま（悪魔）で執事ですから」から「あくま（悪魔）で悪魔の執事ですから」に変わる。

シエル・ファントムハイヴ
声 - 沢城みゆき / 坂本真綾
ファントムハイヴ伯爵家当主。12歳（物語開始時）。ファントム社社長。
我儘かつ横柄で、右目に眼帯を付けた小柄な美少年。広大な領地を持つ由緒あるファントムハイヴ伯爵家を若くして継いだうえ、玩具・製菓メーカーのファントム社を設立して成功を収める天才である。一方、先祖代々の家業として表向きにはできない仕事などを英国王室から請け負って解決する役割を持ち、その役割を知る者や裏社会からは「悪の貴族」「女王の番犬」「裏社会の秩序」などの称号で畏怖される。特に当代のシエルは当主になる時に執事として雇ったセバスチャンの働きで様々な問題を解決し、ヴィクトリア女王からも厚く信頼される。基本は非情で大人びているものの、時折は年相応に悩んだり躊躇したりする様子を見せることがある。また、ファントム社の成功も菓子や玩具が好きという年相応の感性を上手く反映したものである。
3年前、ファントムハイヴ家が何者かに襲撃される事件が起き、シエルの父で当主であったヴィンセントを筆頭に母や使用人らを皆殺しにされる。シエル自身は犯人一味に捕らわれた後、奴隷として黒魔術を行う謎の結社に売られ、そこで凌辱に遭う。さらに、悪魔召喚を目的とした黒ミサの生贄にされたが、生贄であるはずのシエルが召喚主になって悪魔（セバスチャン）が呼び出される形となり、契約したという過去を持つ。それ以降、当主となってセバスチャンの働きでファントムハイヴ家を立て直した。また、この契約によって右目に魔法陣が描かれたオッドアイとなり、それを隠すために眼帯を着けるようになる。
「青の教団編」において実は双子の弟であり、瓜二つの容姿の兄こそが「シエル」という名前だったことが明らかとなる。本来は病弱で内向的な性格であり、快活で聡明な兄が家督を継ぐ予定であった。襲撃事件後に謎の結社へ奴隷として売られたのも黒ミサの生贄にされたのも兄弟揃ってであり、セバスチャンが召喚に応じたのも兄を生贄にした形になったためであった。セバスチャンが「坊っちゃん」と呼ぶのも、「彼に対し嘘をつかない」という契約のためであり、本名は不明である。
テレビアニメ版
原作でシエルの正体が明かされる前の時期にアニメ化されたこともあり、双子の設定はない。第1期でセバスチャンによってアンジェラ（アッシュ）への復讐が果たされたあと、契約通り魂をセバスチャンに渡して死ぬはずだった。しかし、その戦いの直後にクロードに魂を一時的に横取りされていたため、復讐に関する記憶を失ったまま生存していたことが、第2期で判明する。やがて、アロイスの記憶を上書きされたことで記憶を取り戻したものの、アロイスとハンナの契約に巻き込まれる形で悪魔に転生し、人間としての魂を永遠に失う。最終話では、人間として生きられなくなったこともあって近縁の者に別れを告げ、セバスチャンとともに屋敷から去る（形式上、1889年8月26日に人間としての生を終えたことになっている。享年13）。

## ファントムハイヴ家

### シエルの家族
ヴィンセント・ファントムハイヴ
声 - 興津和幸
シエルの父親。ファントムハイヴ伯爵家先代当主。
容姿端麗で、泣きぼくろが特徴の線の細い美男子。髪はブルネット。普段は穏やかで物腰の柔らかい人物だが、本性は女王の番犬としてかなり冷徹でやり手の人間であったことがしばしば示唆される。親しい相手には人を食ったような言動も多い。物語開始の3年前に屋敷を何者かに襲撃され、妻レイチェルや使用人と共に惨殺される。遺体は屋敷ごと燃やされた。
ウェストン校の出身者で、紺碧の梟寮の監督生を務めた過去を持つ。当時、翡翠の獅子寮の監督生であったディーデリヒを自らの手駒にすべく、クリケット大会の優勝を賭けて勝利する。勉学に秀でて運動に疎い青寮の優勝はこれが唯一とされ、シエルがウェストン校に潜入したときにも「碧の奇跡」として語り継がれていた。
テレビアニメ版
アンジェラに惨殺される。遺体はレイチェルと顔を縫合され、シエルの記憶の中で彼を驚愕させたうえ、現世ではアンジェラに異端の教団の教祖として操られており、正体を知らないシエルに殺害を指示されたセバスチャンの投擲したナイフによって頭部を貫かれて倒れた後、アンジェラに崩壊させられた教会の瓦礫の下敷きとなる。
レイチェル・ファントムハイヴ
声 - 植竹香菜
シエルの母親。
亜麻色の髪を持つ美人。生前は病弱で喘息持ちだったが、性格は陽気でくだけている。妹のマダム・レッドとは雰囲気が似ているという。ヴィンセントと結ばれ幸せな日々を送るが、3年前、夫とともに何者かに惨殺される。
テレビアニメ版
アンジェラに惨殺される。遺体はヴィンセントと顔を縫合され、シエルの記憶の中で彼を驚愕させる。その後、アンジェラによって改竄されたシエルの記憶の中にヴィンセントと共に出現し、シエルを浄化しようと誘うも成功の寸前で拒絶され、ヴィンセントと共に消滅する。

### ファントムハイヴ家の使用人
タナカ
声 - 麦人 / 藤村俊二→麦人(寄宿学校編から)
ファントムハイヴ家の家令（ハウススチュワード）。元執事長。
先代からファントムハイヴ家に仕えている古株で、整った白髪に白髭の老人。基本的にデフォルメされて描かれることが多く、忙しいときでもセバスチャンから何もしなくていいと言われ、朗らかに一人お茶を飲んでいることが多い。しかし、本来は先代ヴィンセントに執事長として仕えた人物であり、長身痩躯で年相応に落ち着いた雰囲気を携え、ファントムハイヴ邸連続殺人事件編で一時的に執事長に復帰した際には、その職に遜色ない仕事ぶりを発揮する。また、ファントムハイヴ家の使用人として荒事にも長けており、柔術や日本刀の達人でもあるが、加齢からの衰えはあるらしい。「緑の魔女編」ではグレーテと対峙し、至近距離で銃弾を切り落とす芸当を見せる。
現在のファントムハイヴ家使用人では唯一先代からの人物であり、3年前の襲撃事件では重傷を負うも一命を取り留めていた。セバスチャンを連れて帰還を果たしたシエルを見て、本人ではなく弟の方だと気づいていたが秘匿することを決め、セバスチャンに執事長の証を託す。本物のシエルが現れた際には事情を知る者としてすべてを話したあと、弟側ではなく、本物のシエルの側につく。
モデルは藤村俊二であり、テレビアニメ版では彼がキャスティングされた。2017年1月25日に藤村の死去が報じられた際には作者より公式Twitterで追悼文が出された。
フィニアン
声 - 高城元気 / 梶裕貴
通称フィニ。ファントムハイヴ家の庭師（ガードナー）で仲良し使用人トリオの最年少。16歳。身長163cm。
まだ幼さを残し、元気で人懐っこい純朴な少年。金髪碧眼で首にかけた麦わら帽子が特徴。小柄な見た目に反して太い木の幹を素手で折るほどの怪力を持つ。幼い言動に即して植物の知識もあまりなく、その不器用さで庭の木をすべて枯らすなど、庭師らしくない。その出自はある人体実験の被害者「被検体012」で、物語開始の1年前にシエルに拾われ、｢フィニアン｣という名前と庭師の仕事を与えられた。常に首にかけた麦わら帽子も、首筋のコードナンバー「S-012」を隠すのが目的である。そのため、シエルには多大な恩義を感じており、普段の様子に反してファントムハイヴ家の敵には容赦しない。3人（フィニアン、メイリン、バルドロイ）の中で最初にファントムハイヴ家の使用人となる。
メイリン（美玲）
声 - 折笠富美子 / 加藤英美里
ファントムハイヴ家の家女中（ハウスメイド）で仲良し使用人トリオの紅一点。23歳。身長165cm。
大きな丸眼鏡を掛けた若い女性。中国人で、中国なまりを表現する「ですだよ」という口調が特徴。常に落ち着きがなく、食器を割るなどメイドの仕事にはやたらミスが多いドジっ娘。丸眼鏡と口調から田舎娘の印象を持たれ、あまり目立たないが、実はグラマラスな身体つきをしている。実は極度の遠視であり、スコープなしの裸眼でも標的を把握できる凄腕の狙撃手。また、機敏な動きで二丁拳銃も使いこなす。かつてセバスチャンから勧誘された際のセリフであるメイドも殺し屋も「主人にとってめざわりな"汚れ"を払うのが仕事」という矜持を持つ。なお、ドジが多いのは極度の遠視によって、遠視用眼鏡で補正しても近場のものが見えにくいからである。
幼少時に紅茶の運搬船で両親と中国からイギリスに渡ったものの、両親はほどなくして流行り病で亡くなりロンドンで浮浪児として暮らすことになる。日々の糧を得るために、同じ中国出身の浮浪児仲間2人と組んで貴族女性が身に着けている高価なイヤリングをパチンコの狙撃で撃ち落としては盗むという生活を繰り返していたが、1877年に青幇のボスの女を標的にしてしまったことで仲間を殺され、組織の幹部・白（ハク）の子飼いの狙撃手「梟」として、約10年にわたって敵対組織の要人暗殺のため酷使され続けることになった。シエルが女王の番犬になったあと、彼を疎ましく思った白によってシエル暗殺の命令を受けるも、劉があらかじめシエルに暗殺の情報をリークしていたこともあって失敗しセバスチャンに捕らえられる。その後、組織に戻っても粛清の道しかないことから、セバスチャンのスカウトを受けファントムハイヴのメイドになった。なお、幼少期から一人称が「オレ」の男口調で髪は短髪、衣服も男物を着ていたが、メイドへの転職にあたりニナのコーディネートで容姿を整え、セバスチャンの指導で口調も矯正して上記のようなものになった。
バルドロイ
声 - 小山力也 / 東地宏樹
通称バルド。ファントムハイヴ家の料理人（シェフ）で仲良し使用人トリオの最年長。身長180cm。
無精髭に常に煙草を吸っているいかつい男。アメリカ出身。料理人でありながら、まともな料理は作れず、さらに調理道具として火器や兵器を用いるために被害が大きい。フィニ、メイリンとともに3人組で行動するときはリーダー役であることが多く、曲がりなりにも職務にはまじめな2人に対し、勤務態度は不真面目。フィニやメイリンと違い、個人としての特殊な能力は持たないものの、ベテランの軍人として高い戦闘能力を持つほか、調理器具と称して購入した最新の兵器を使って敵を圧倒する。また、状況を把握して的確にフィニやメイリンに命令を下す。
元はアメリカの開拓農夫。妻子を持ち貧しいながらも幸せな生活を送っていたが、先住民との争いに巻き込まれて家族を殺され、開拓地を失ったという過去を持つ。その後は復讐心から兵士となって先住民との戦いに赴き、殺し合いの生活を続けてきた。特別な戦闘能力はないものの、卓越した状況判断能力で生き延び続け、不本意ながら「どんな過酷な戦場からでも生還する不死身の男」と称されるようになる。それが使用人を探していたセバスチャンの耳に入り、その判断能力を買われてファントムハイヴ家の料理人となる。3人（フィニアン、メイリン、バルドロイ）の中では最後に使用人となる。
スネーク
声 - 寺島拓篤
「ノアの方舟」サーカスの一軍団員。のちにファントムハイヴ家の従僕（フットマン）。
身体のところどころが蛇の鱗のような皮膚に覆われた細面の青年。多数の蛇を飼っており、常にそのうちの1匹を首に巻き、蛇の言葉がわかるらしい。基本的に寡黙で無表情であり、喋るときも「…って（蛇の名前）がいってる」と、常に蛇の代弁という形を取る。その風貌から周囲に避けられた人生を送っており、自分を受け入れてくれたサーカス団やファントムハイヴ家を心の拠りどころにしている。単純に蛇を操る以外にも、蛇の温度関知などを通して、場の状況を把握するなどの特殊技能を持つ。
「ノアの方舟」では蛇使いとして活躍し、孤児院出身者以外で唯一の一軍メンバーだったが、誘拐事件には加担しておらず、事情も知らなかった。シエルらによってジョーカーらが全員失踪すると、同時期に消えたシエルを怪しみ、ファントムハイヴ家に潜入、暗殺を目論む（「ファントムハイヴ邸連続殺人事件編」）。最終的にはシエルから、ジョーカーたちは逃走中であり、シエルも彼らを引き続き捜索中だと嘘を教えられ、目的は違えど再び彼らと会うためにファントムハイヴ家に仕えることとなる。

### ファントムハイヴ家の協力者
劉（）
声 - 遊佐浩二（ドラマCD・アニメ）
上海マフィア青幇（チンパン）の幹部でイギリスの担当役。身長177cm。
外見や言動はギャングの幹部には見えない優男の青年。一人称は我（わたし）。飄々として、常にとぼけたような言動をする。表向きは中国（清）の貿易会社「崑崙（コンロン）」の英国支店長をしているが、イースト・エンド（当時の貧民街の代名詞）にアヘン窟を開くなど裏社会の商売に従事している。ファントムハイヴ家からは闇商売を黙認してもらう代わりに、東洋人街の管理を行い、情報収集など、女王の番犬の仕事に協力している。元は上海の外灘地区で頭角を表し、若くして巨大ギャング団の幹部にまで上り詰めた「租界の昇り龍」と称された男であり、自らのシマを荒らした者を許さず、しばしば恐ろしさの片鱗を見せる。
シエルが家督を継いだ時点ではまだ英国担当ではなかった。メイリンの過去編において、あらかじめシエルと文通して情報を流し、当時の英国担当者である白がシエルの命を狙うことや、彼の手駒である「梟」のことなどを前もって伝えていた。シエルを高く買っていることを公言し、「青の教団編」における彼の危機には積極的に協力する。
登場は第3話からであるが、初期段階では上記のような細かい人物像はなく、作者いわく「連載当初からもっとも変化したキャラクター」。ドラマCDで劉を担当した遊佐の演技に影響され、キャラクターが決まったという。
テレビアニメ版
第1期では終盤にシエルから離反し、藍猫とともに逃亡を図る。自分を追ってきたシエルに「君の駒であることに退屈した」と吐き捨てて殺そうとしたが、それを阻んだセバスチャンによって妨害され、藍猫とともに海へ落下する。その際に死亡したかのように描写されたが、第2期では何事もなく登場し、関係も以前と同様のものに戻っている。その後、セバスチャンの頼みに応じ、記憶を失ったシエルに離反前と同じように接する。
藍猫（）
声 - 矢作紗友里（ドラマCD・アニメ）
劉の義妹。
丈の短いチャイナドレスをまとった無表情の美少女。非常に寡黙でほぼ劉に促される形でないと喋らず、それも片言である。劉の義妹とされているが、関係は不明で常に飼い猫のように彼のもとに寄り添っている。身体能力はかなり高く、錘を武器として劉の護衛や、彼の粛清命令に忠実に従う。
「青の教団編」ではメイリンとともにノースヨークシャーの貴族の屋敷へメイドとして潜入する。
葬儀屋（）
ファントムハイヴ家の協力者。葬儀屋。
→#青の教団
クラウス
声 - 梁田清之 / 羽野大志郎
ファントムハイヴ家の協力者。
朗らかな壮年の紳士。古くからファントムハイヴ家と関係のある協力者で、英国問わず世界各国を歩き回り、必要な情報を提供している。第1話の登場人物もである。第1話ではシエルが欲しがってきたゲームをイタリアから運んできたことになっていたが、のちにその正体はアズーロの不正の証拠であったことが明かされる（第3話）。
ディーデリヒ
声 - 浜田賢二
ファントムハイヴ家の協力者。ドイツ人貴族でヴァイツゼッカー男爵。
肥満体の中年男。見た目に反して動きは機敏で「緑の魔女編」ではドイツ軍の追っ手からシエルらを手助けする。後述のようにヴィンセントの同級であり、彼の寮弟となった関係が、今もファントムハイヴ家の協力者という関係に続いている。またドイツの貴族筋でかなり裕福な生活を送っている。本格的な登場は「緑の魔女編」であるが端役としてはごく初期（第3話）にも登場しており、「寄宿学校編」でも過去回想で学生時代の姿が登場する。
かつてウェストン校の翡翠の獅子寮の監督生だった。同期に紺碧の梟寮の監督製だったヴィンセントがおり、彼にクリケットで負けたことから寮弟として彼に使役される立場となってしまう。当時は細身でやや堅物な美青年だった。また、幼少時のシエルとも面識があり、このころもまだ痩せていた。
アーサー・ランドル
ロンドン警視庁（スコットランドヤード）警視総監。通称ランドル卿。
→#ロンドン警視庁（スコットランドヤード）
ニナ・ホプキンス
声 - 井上喜久子
ファントムハイヴ家専属の仕立て屋。
ファントムハイヴ家に代々仕えてきたという仕立て屋の家系の女性。服飾家としての腕前と知識は申し分ないが、非常に前衛的な考えを持ち、可能な限り古式や慣習を嫌った斬新なデザインを好む。しかし、奇抜に見えても、非常に実用性を重視しており、荒事を扱うファントムハイヴ家の使用人らしい動きやすさや防弾性能などに気を使っている。女性と15歳以下の少年しか興味がないことを宣言しており、シエルやメイリンには好意的に接するが、フィニとバルドには素っ気ない。また、格式を重視するセバスチャンとも反りが合わず、敵意を隠さない。
メグ
声 - 貫井柚佳
ファントムハイヴ家専属の仕立て屋の従業員。
オーガスタ
声 - 東内マリ子
ファントムハイヴ家専属の仕立て屋の従業員。
ピット
新聞記者。ファントムハイヴ家の協力者。
先代よりファントムハイヴ家に仕えている若い記者。シエルの依頼によってしばしばスクープという形で敵が隠したい出来事などを白日の下に晒す役割を持つ。元は、クズ拾いなどで生計を立てるロンドンの最底辺の労働者・泥ヒバリであったことが示唆され、ランドルより侮蔑されている。
ソーマ・アスマン・カダール
声 - 立花慎之介
ベンガル藩王国第26王子。17歳。「逆さ吊り事件編」の主要人物。
王子という立場から何不自由なく成長してきた自由奔放な青年。ともすればわがままな性格だがそこに邪気はなく、他人の言うことを鵜呑みにしたり、すぐに立場を変えたりする単純な性格。好奇心旺盛で、初めて見るものには何でも興味を示す。後述の経緯でイギリスへとやってくるが、セバスチャンに脅しに近い形で諭されたことやシエルの過去を知り、今まで何不自由なく生きてこれた自分の在り方に初めて疑問を持つようになる。基本的に空気を読まないためシエルからはうっとうしがられているが、シエルへの思いは真剣であり、「王子」というその身分を買われて頼みごとをすることもある。なお、王族育ちゆえに幼少から英才教育が施されており、名門校の授業を「簡単すぎる」と言い切るほどの博識。また初めて見聞きすることに対する理解・飲み込みも早く、シエルからは「精神年齢が低いことに目をつぶれば、万能な人間」と評される。
「逆さ吊り事件編」において登場し、英国貴族に連れ去られた最愛の女性ミーナを探すためにやってきたという。逆さ吊り事件を捜査中のシエルらと出会い、捜査に協力することになる。自分に忠誠を誓っているはずのアグニに裏切られるなど強いショックを受けるも、上記の通りセバスチャンとシエルに諭され、自分の在り方を見つめ直して成長する。最終的にアグニの目的とミーナの真実を知り、失恋に苦しみながらも、結果を受け入れることを決める。そのうえで「自立したいい男」になるべくファントムハイヴ邸に居候しようとするが、迷惑がったシエルに体よく騙され、ファントムハイヴ家の別邸（タウンハウス）の管理を任されるという形で、ここに移住する。
「名門寄宿学校編」ではモーリスに報復するための手駒として、シエルに頼まれてウェストン校に入学する。その家柄などから目論見通り深紅の狐寮に配属され、その無邪気さから当初のシエルの思惑を潰す一面もあったが、最終的にはモーリスの失脚に一役買う。同編後半のクリケット大会にも有力な選手として参加し（クリケットはインドでも人気のスポーツ）活躍する。
「青の教団編」ではタウンハウスにいたところを何者か（本物のシエル）に襲撃され、自分を守ってアグニが殺されたことに強いショックを受け、復讐を誓う。
テレビアニメ版
第2期ではセバスチャンからシエルの記憶喪失を聞かされ、それがばれないよう芝居をすることを誓ったものの、再会するなり泣いて抱きつき、アグニが必死でごまかす。

アグニ
声 - 安元洋貴
ソーマの執事（カーンサマー）。1858年8月24日生まれ。「逆さ吊り事件編」の主要人物。
常に温厚かつ冷静な青年。何不自由なく成長して自由奔放に振る舞うソーマに絶対的な忠誠を誓い、彼とともにミーナ捜索のため英国を訪れる。主人のソーマの命令に対し「御意のままに（ジョー・アーギャー）」と応じるのが決め台詞。執事としての能力は高く、 ファントムハイヴ家の使用人トリオにも的確な指導をするなど、その器量はセバスチャンと互角。また、ソーマへの信仰心による自己暗示（サマーディ）で自らを強化することができ、フェンシング勝負で悪魔であるセバスチャンと対等に渡り合えるほどの卓越した身体能力を発揮する。何百種というスパイスから最高の調合を行い、奇跡のカリーを作り出す「神の右手（カーリーの右手）」を持つ。
本名はアルシャド・サティエンドラ・イヤーと言い、司祭階級（バラモン）の生まれ。堕落した父や自身も神を信じられず冒涜と悪逆の限りを尽くし死刑命令が下るも、処刑の寸前にソーマに助けられたという経緯を持つ。以降、ソーマを「神」として慕い、上記の絶対的な忠誠心を持っていた。
「逆さ吊り事件編」の犯人であり、ミーナの本性をソーマに知らせたくないがために密かにハロルド側につき、彼の計画に従っていた。その後はカリー勝負でセバスチャンと対決し、同等の実力と評されるが、ヴィクトリアの裁量によって敗北する。それ以降、セバスチャンにとっては数少ない人間の友人の1人となっている。
「青の教団編」にて、別邸を襲撃した何者かからソーマを守るために応戦し、彼を守り抜いて退避させるも自身は全身を刃物で切り裂かれ、死亡する。1889年11月15日没。その生き様は、セバスチャンからも執事の鑑として賛美された。
ジークリンデ・サリヴァン
声 - 釘宮理恵
ドイツ「狼の谷」の若き領主で通称「緑の魔女」。11歳。「緑の魔女編」の主要人物。後にイギリスに亡命し、イギリス王室およびファントムハイヴ家の協力者となる。
ドイツのニュルンベルク郊外にある「狼の谷」と呼ばれる村の領主である少女。一人称は「ボク」。まだ幼いが、聡明であり、領主としての責任が強い。英語を話せるため、シエルらと直接相対する。村人からは「緑の魔女」と崇められており、密かに古の魔女の代から継がれてきた村を覆い支配する人狼との盟約のため、もっと強力な瘴気を生み出す「究極魔法」を完成させようと日夜、魔法式の構築に勤しむ。実は魔法といった非科学的なものとは正反対の科学（化学）に精通した超天才児であり、ババ様こと実母であるサリヴァン教授が発案した「緑の魔女育成計画」によって、魔法のように科学を扱わされていた。表向き「瘴気」と呼ばれていたものは強力な毒ガスであるマスタードガスであり、それを超える「究極魔法」とは、すなわち、さらに強力な毒ガス兵器のことであった。しかし、本人は魔法というフィルターを通されることで、自身が化学兵器を作らされているとはまったく気づいていなかった。
その出自はドイツの政府機関で毒ガス兵器の研究を行っていた科学者の夫婦の娘。まだ胎児で、母が妊娠すら認識できていないときに、毒ガス事故が発生して父は死亡し、母は醜い姿となる。出生後、まだ幼い時分に、父に似た天才ぶりに気づいた母によって「狼の谷計画」が進められ、上記の通り小さな村の幼き領主となる。しかし、村人は全員、極秘計画に従事するドイツ軍人であり、容易に村から出られないようにするため、掟という建前で纏足で通常の歩行能力を奪われている。
女王の命令を受けてドイツへと調査にやってきたシエル一行を、領主の権限で客人として迎え入れる。村の外の世界に憧れつつも領主の責任感から村の掟にこだわる。同編の一連の出来事の末に、ついに「究極魔法」（サリン）を完成させるも、同時に村の正体を知ったシエルから真相を教えられる。絶望して死を受け入れようとするも、シエルより、その科学知識から「魔法のような治療薬」も作り出せると説得され、生きること、またそのためにイギリスへの亡命を決める。
イギリス亡命後は毒ガスの知識と引き換えに女王の庇護を受けるが、シエルの助言でサリンについては秘匿する。また、この際に長かった髪を切り、オカッパ頭（アリス・スタイル）になっている。以降は、興味を持ったものに対する研究生活をしつつ、ファントムハイヴ家の協力者となっており、「青の教団編」では当時まだ知られていなかった「血液型」についてシエルらに教える。
ヴォルフラム・ゲルツァー
声 - 小林親弘
ジークリンデの執事。通称はヴォルフ。正体はドイツ軍人。「緑の魔女編」の主要人物。のちにジークリンデとともにイギリスに亡命する。
狼をイメージさせる筋骨たくましい大柄な体格の青年。主のサリヴァンのことを「お嬢」と呼び慕う。執事として、特に自由に歩けない彼女を肩に乗せて移動のサポートをしたり、護衛を行ったりする。身体能力は高く、やることも間違っていないが、作業効率が悪いとセバスチャンからは評される。その正体は「狼の谷計画」に従事するドイツ軍人（中尉）で、最悪の場合は彼女の命を取ることも命令されていた。しかし、長く彼女と行動を共にするうちに情が移り、彼女とともにイギリスへ亡命し、引き続き彼女の執事として行動する。もともとドイツ人であるため英語は不慣れで、意味が上手く通らないか乱暴な言い回しになってしまう。
幼少時から兵士として鍛えられた過去を持ち、軍人としては至近距離で放たれた弾丸すらも避けるほどの高い戦闘能力を持つ。「緑の魔女編」終盤ではジークリンデの奪還命令を受けてシエルらの追跡を行い、シエルやバルドを追い詰めるものの、やがて上官のヒルデらが証拠隠滅のためにジークリンデを殺そうとしていることに気づくと離反し、列車での脱出時にはグレーテを射殺してジークリンデとともに行動する。
アズーロ・ヴェネル
声 - 平田広明 / 鳥海浩輔
イタリア・マフィアのフェッロファミリーのイギリスを任されている幹部。
顔に大きな傷がある若い男。裏社会の人間としてファントムハイヴ家に協力していたが、実際には禁じられているドラッグの流通を行っていた。イタリアで証拠を集めたクラウスによって追い詰められる直前にシエルを誘拐して逆転を狙うが、単身で乗り込んできたセバスチャンによって壊滅させられる。

### ミッドフォード家
エリザベス・ミッドフォード / リジー
声 - 斎藤千和 / 田村ゆかり
ミッドフォード侯爵家令嬢。通称リジー。シエルの許婚で1つ年上。身長154cm。フルネームは「エリザベス・エセル・コーディリア・ミッドフォード」（テレビアニメ版第1期第3話）。
シエルの許婚であり、彼にとって従姉弟（父方の叔母の娘）にあたる。家に決められた婚約ではあるが本人はシエルを心の底から想っており、いつも彼のためを考えて行動している。とても天真爛漫かつ無邪気な性格で、幼さゆえに時には身勝手なわがままで周りを困らせることもあるが、それも含めてシエルにとってはその明るくまっすぐな愛情が救いとなっている。ロリータ系などのかわいいものに目がなく、かわいさに固執するあまりにかわいくないと思ったものに対しては強い拒否反応を示すこともある。
実は見た目とは裏腹に天才的な剣の技術を持っており、その才覚は母のフランシス以上と称される。かつてシエルに「（フランシスのような）強いお嫁さんは怖い」と言われたのをきっかけにシエルに守られるか弱く可愛らしい女性でいることを決意し、彼の前で剣術を使うことを極度に恐れるようになる。しかし、ファントムハイヴ家襲撃事件および彼の帰還を受けて、「シエルに守られるのではなく、シエルを守れるようになりたい」と願い、女王の番犬の妻となるべく再び剣の道に勤しむようになる。
「豪華客船編」において偶然にもカンパニア号に同船する。同編で起こった「歪んだ肉人形」の襲撃事件において当初は上記の理由からシエルに守られる存在であろうとしたが、最終的には自ら剣を取り、肉人形の大群を斬り伏せる。
「青の教団編」では、兄に従ってスフィア・ミュージックホールを訪れたことでシエルの真相を知ってしまう。自分が本当のシエルに気づかなかったことや、逆に偽者だと知っていれば同様に愛せたかという事実に恐怖して自己嫌悪に陥る。そのうえで本物のシエルに従うことを決意する。
エドワード・ミッドフォード
声 - 山下誠一郎
ミッドフォード侯爵家嫡男。リジーの兄。ウェストン校の翡翠の獅子寮の生徒。
年相応に精悍で溌剌とした青年。ミッドフォード侯爵家の嫡男として身体能力に優れ剣術の腕前は高い。典型的なシスコンで、妹であるリジーを平然と「天使」と称するほど大切に思っており、公然と妹の許嫁であるシエルに敵意を見せる。しかしながら、彼がいないところでは彼を認める発言もしており、特に幼くしてファントムハイヴ家の当主としての役割を務めていることを尊敬していると率直に話す。剣術の天才である妹をはじめとして、周りの天才たちと自分を比べ、自らを「凡人」と称する。しかし、周囲の才能に嫉妬することなく、むしろそれを率直に評価して尊敬し、自らに取り入れようとしており、作中では自らを天才へと近づける才能「一直線の尊敬（フルリスペクト）」と評される。一方で単純な一面も描写されており、「寄宿学校編」では、シエルの人となりを知りながらモーリスの策にたやすく騙されたり、ミカエリス先生がセバスチャンだとわからなかったりした。
基本的には端役として作中に登場する。「寄宿学校編」では監督生グリーンヒルの寮弟として登場頻度が増え、同編では自分だけ女王の番犬と知っているシエルと接する。同編の最後には放校処分を受けたグリーンヒルの後任として新たなP4に任命されたうえで、伝統に固執して殺人を正当化した先代たちを見て、自分も同じように伝統に盲目的になってしまうのではないかと率直に恐れる。
フランシス・ミッドフォード
声 - 田中敦子
ミッドフォード家侯爵夫人。リジーとエドワードの母親。ヴィンセント・ファントムハイヴの実妹。
非常に厳格で規律に厳しく、惰性と欲を何より嫌う苛烈な女性。女だてらに剣術の腕は非常に高いことでも知られる。噂では女王陛下主催のフェンシング大会において、騎士団長のミッドフォード侯爵に圧倒的な強さで勝利したことがきっかけで、彼に見初められて嫁いだと言われる。結婚後も日々の鍛錬を怠らず、若き日の強さと美貌を保つ。男が前髪を伸ばすことを快く思っておらず、セバスチャンを公然と嫌う数少ない存在。ただし、セバスチャンの能力は高く認めている。
アレクシス・レオン・ミッドフォード
声 - 中田譲治
ミッドフォード侯爵家当主。英国騎士団団長。ファントムハイヴ家の後見人。リジーとエドワードの父。
その役職・地位に似つかわしい厳格な風貌の髭の中年男性。しかし、本来の性格はそこまで固くなく、妻フランシスと娘エリザベスに弱い。甥にあたるシエルを将来の息子として気に入っている。
ウェストン校の出身者で実はヴィンセントの1つ年下。翡翠の獅子寮に所属し、ヴィンセントとディーデリヒが監督生であった時分に、ディーデリヒの寮弟を務めていた。
ポーラ
声 - 伊月ゆい
リジーの侍女。
にこやかで可愛らしい女性。リジーの付き人だが、古い付き合いであり彼女の友人のようにも接する。リジーの性格を熟知しており、彼女が背丈を気にしていることなども知っている。
登場はアニメの方が先であり、リジーが初登場した原作第2話に相当するエピソードにも登場するなど、登場頻度が多い。

### マダム・レッド
アンジェリーナ・ダレス / マダム・レッド
声 - 勝生真沙子 / 朴璐美
元バーネット男爵夫人。ロンドン王立病院勤務の女医。レイチェルの妹で、シエルの叔母。
父譲りの赤髪を持つ派手な美女。服装としても赤を好むことからマダム・レッドの異名を持ち、また社交界での活躍から「社交界の花形」「夜会の女王」などの美称も持つ。大好きな姉の息子として、実の息子同然にシエルを可愛がっており、ファントムハイヴ家の協力者でもある。しかし、実はロンドンを騒がせる切り裂きジャックの正体であった。
元は顔立ちはいいが純朴で地味な少女で、自分の赤髪をコンプレックスに思って赤色自体を嫌っていた。しかし家を訪れるようになったヴィンセントが赤髪を褒めてくれたことで、赤色が好きになって自分に自信を持つようになり、また彼に恋心を寄せるようになる。そんなヴィンセントが姉と結婚したことでショックを受け、半ば自暴自棄になり嫌いな夜会に派手なメイクに真っ赤なドレスで出席するようになり、レディ・レッドと呼ばれ社交界の著名人となる。最愛の人と結婚した姉に密かに嫉妬しつつも、その後彼女に愛する人がいると知ったうえでそれを受け入れる優しさを持ったバーネット男爵と出会って結婚し、彼の子供を身ごもる。ところが、馬車の事故によって夫は即死、自らも外科手術で子宮ごと胎児を摘出され、二度と子供を望めない身体となる。そこにさらにファントムハイヴ家襲撃事件で姉夫婦を亡くし、甥も行方不明で大切なものをすべて失ったという虚無感に苛まれる。その中で、医者として堕胎を望む娼婦たちと接し、自分が望めない子供を平気で捨てようとする娼婦への激しい怒りから彼女らを次々と殺し、その子宮を奪うという猟奇殺人を繰り返すようになる。それによって死神グレル・サトクリフと邂逅し、表向きは彼を執事として凶行を行っていた。この経緯で事件自体はシエルが行方不明のときから行われていたものであった。
「切り裂きジャック編」において自らが犯人にもかかわらず、劉とともにシエルに協力して捜査にあたる。同編の終盤に真相に気づいたシエルらに追い詰められ、シエルを殺そうとするが、最愛の姉の面影を残す甥を殺すことはできず躊躇してしまったため、グレルに見限られ、彼のチェンソー型のデスサイズで斬り裂かれ絶命する。
グレル・サトクリフ
バーネット邸執事。その正体は死神。
→#死神

## 王室関係者
ヴィクトリア女王
声 - 瀬田ひろ美
英国女王。
穏やかな雰囲気の老婦人。世界中に植民地を広げ、英国を「太陽の沈まない国」と称されるまでに発展させた為政者であり、服や行事・ダンスといった様々な流行を生み出し、国民人気も高い人物。言動はお淑やかで善良な様子を見せ、いまだ愛する亡き夫・アルバートとの思い出が蘇ると所構わず泣き崩れることもしばしばある。一方で非情な一面を見せることもあり、ファントムハイヴ邸連続殺人事件編ではドイツの要人を暗殺させたり、緑の魔女編では新型毒ガスを手に入れようとする。
シエルのことを「ぼうや」と呼び、女王の番犬として高く信頼している。シエルの頭が上がらない人物で、基本は穏やかに接するものの恐れられている。特にノアの方舟サーカス編で命令を貫徹しなかったために制裁としてドイツ要人の暗殺が目的の正餐会の開催（最悪はシエルが犯人として捕まる）を命じるなどしている。
シエル曰く「世界を変える蝶の羽ばたき（バタフライエフェクト）が見える」とし、将来に大きな影響を与える些細な変化に気づくことができるという。このため、英国内で起こる難事件のみならず、国外の怪事件（緑の魔女編）や、特異的だが表向き事件性がないもの（青の教団編）への調査をファントムハイヴ家に命じ、実際にその背景にあったものを英国の利益として得ようとする。
テレビアニメ版
声 - 川澄綾子
素顔を常に黒いレースで覆った人物。人前に出てくることはあるが、言葉は発さず、常に侍らせている従者のアッシュに代弁させる。実はシエルが探すファントムハイヴ家襲撃事件の黒幕で、浄化のためにシエルの両親の殺害を命じたとする。また、その姿も天使であるアッシュの力で若返らせており、少女の容姿になっている（このため、素顔と声を隠していた）。第1期の終わりに死亡し、以降は年相応の身代わりを立てて真相が秘匿されたことになっている。

ジョン・ブラウン
声 - 神谷浩史
女王の馬丁。
常にゴーグルを掛け素顔が判然としない壮年男性。特に外出時に女王に付き従い、アルバートを思い出したヴィクトリアが泣き崩れるたびに、彼を模したパペットの腹話術で彼女を慰める。また、女王の馬に踏みつけられる、平然と起き上がるなどコミカルな様子を見せる。一方で、シエルのポケットに気づかれぬまま女王の手紙を忍ばせたり、巧みに鞭を扱うなど、能力の高さを見せることもある。
ヴィクトリア女王と共に史実の人物である（詳細は「ジョン・ブラウン (使用人)」を参照）。
チャールズ・グレイ
声 - 木村良平
女王秘書武官兼執事。伯爵。
白を基調とした燕尾服を纏った白髪のやや小柄で童顔の青年。立場上は執事だが小生意気な性格で、態度は横柄。一方で女王護衛の武官としては優秀であり、剣術を得意とし、身体能力に秀でる。大食漢で幽霊や蛇などが苦手な一面も見せる。相方のフィップスと合わせ「Wチャールズ」と呼ばれる。
祖父が首相を務めていたという「紅茶に名がつくほどの名家」出身で、当主になってまだ日が浅い（実在のグレイ伯爵家がモデルと思われるが、祖父が首相だったチャールズという名前の当主は存在せず、架空の人物である）。
作中にはファントムハイヴ邸連続殺人事件編で本格的に登場し、女王の名代として正餐会に参加する。しかし、真の目的は女王の命令によりドイツからの客人ジーメンスを暗殺することであり、さらにセバスチャンの殺害も行い、一連の騒動の黒幕となる。
チャールズ・フィップス
声 - 前野智昭
女王秘書武官兼執事。
白を基調とした燕尾服を纏った白髪の長身で精悍な青年。寡黙で礼節をわきまえ、「◯◯が出来てこそ一流の執事」が口癖。刺繍までほぼ何でもこなす万能な人物。相方のグレイと合わせ「Wチャールズ」と呼ばれる。

## 死神
グレル・サトクリフ
声 - 福山潤
死神派遣協会の回収課の死神。初登場時はマダム・レッド（バーネット邸）の執事。
赤い長髪に赤い服装が特徴のギザ歯でオネエ口調の人物。作中に最初に死神として登場したキャラクターであり、赤（血）を好み、またイケメンが大好きで、笑いながら殺し合うという狂気的な性格をしている。「これでも執事DEATH（デス）★」など、語尾に「DEATH（デス）」や「★」をつけることがある。チェーンソー型の死神の鎌（デスサイズ）を持つ。悪魔であるセバスチャンを死神と相容れない存在と認めながらも「セバスちゃん」と呼んで惚れ込んでおり、殺し合うことも含めて彼に入れ込んでいる。ただし、本命はウィリアムだという。
「切り裂きジャック編」で初登場し、当初はマダム・レッドの執事で、気が弱く、何もやってもダメで、まともにお茶も淹れられない人物としてグレル・サトクリフを演じていた。しかし同編の終盤で、死神という正体を表す。猟奇殺人を繰り返していたマダム・レッドを気に入って手を貸すようになり、時にまだ死ぬ予定でなかった者を殺すことも手伝っていたという。しかし、マダム・レッドがシエルを殺せなかったことを確認すると彼女を見限り殺害する。その後、セバスチャンにチェーンソーを封じられて痛めつけられ、殺される直前でウィリアムに助けられる。しかし、数々の規定違反を咎められて彼から折檻され、そのまま謹慎処分にされる。
「ノアの方舟サーカス編」の終盤において謹慎が解かれたとして再登場し、以降、作中に死神としてしばしば登場する。
テレビアニメ版では「切り裂きジャック編」は基本的に原作に沿うが、謹慎処分にはされず、一時的に下働きに降格されたうえでチェーンソー型の死神の鎌の没収処分を受ける。以降、切れ味は優れるものの威力は激減した2つの鋏を武器に再登場する（それも没収され、さらに小さな鋏で再登場する）。第1期第24話では緊急事態を受けてウィリアムから一時的にチェンソー型の死神の鎌の使用許可を受ける。
ウィリアム・T・スピアーズ
声 - 杉山紀彰
死神派遣協会の管理課の死神。通称ウィル。身長182cm。
眼鏡をかけた七三分けの男性。沈着冷静かつ几帳面で真面目な性格。残業は許さず、規定違反を犯した者には容赦ない。グレルとは同期であるため、彼の不始末の尻拭いをさせられることも多く頭を悩ませており、鉄拳制裁で憂さ晴らししている。セバスチャンら悪魔を（人間と契約していようがいなかろうが関係なく）「害獣」として忌み嫌っている。伸縮式高枝伐りバサミ型の死神の鎌を持つ。
サーカス編ではノアの方舟サーカス団の新人「スーツ」という芸名で潜入していた。死神としての本性をまったく隠せておらず、周囲の目を気に留めずにセバスチャンを「悪魔」と呼んでいたが、団員たちからはギャグと受け取られていた。図らずも自分がセバスチャンと同じテントに部屋を割り当てられた際には、セバスチャンともども表情を強ばらせる一方で、死神の鎌を使ってテント内に自分の「領域」を勝手に線引きしたり、喘息の発作を起こして身動きが取れなくなったシエルの命令で調査に赴こうとしていたセバスチャンを「飼い主と一緒にいない悪魔のせいで残業を増やされたくない」として妨害していた。シエルたちがサーカス団での調査を終えたあとはケルヴィン男爵邸の魂回収へ赴く。
ロナルド・ノックス
声 - KENN
死神派遣協会の回収課の死神。グレルの後輩。
外見・性格ともに軽薄で小生意気な軟派な若者。「残業しない主義」を公言し、面倒な仕事を嫌うものの、与えられた命令はきっちりこなす。芝刈り機型の死神の鎌を持つ。初登場は端役だが「ノアの方舟サーカス編」。「豪華客船編」では2週間前に自分が魂を回収したはずの死人マーガレット・コナーの挙動がおかしく追加調査を命じられたうえ、ついでに、これから大量の死者が発生する予定のカンパニア号の任務を任され、2等客として乗り込む。「歪んだ肉人形」として復活したマーガレットを停止させ、頭部を狙うといいことなどを教える一方で、悪魔と現場に居合わせた事実がいらぬ残業を招く恐れがあるとして、セバスチャンにも襲いかかる。その後、合流したグレルとともに「歪んだ肉人形」の真相を確かめ、正体を表した葬儀屋を仕留めようとする。同時に葬儀屋から大きなダメージを受けたセバスチャンの命もチャンスとして狙うが、本気を出した彼にまったく手も足も出ず、戦闘不能に追い込まれる。
ザーシャ
声 - 潘めぐみ
死神派遣協会ドイツ支部の回収課の死神。
明るい性格の少年のような死神。一人称は「僕（ぼく）」。首からカメラを下げており、遺体の撮影なども担当している。「自殺者への罰」とされる死神の職務を「天職」として楽しんでいる。
人間の歴史や進化に異常なまでの興味を抱いており、SuLINを生み出したサリヴァンが英国に亡命したことを「（英独間の）最高の牽制」と称し、世界的な大戦争勃発の可能性を予見している。「ヒマじゃないから」という理由で戦争をよしとしているため、ルドガーからは「変人」と称されている。また、シエルを「面白い経歴をもった子」と評している。
ルドガー
声 - 八代拓
死神派遣協会ドイツ支部の回収課の死神。
ザーシャ同様、死神派遣協会ドイツ支部の回収課の死神。一人称は「俺」。やや気怠げな性格であり、愛煙家。スーツにスニーカーという、ラフな服装を好んでいる。死神の職務には真面目で、脱線しがちなザーシャを軌道修正する。電動剪定機型の死神の鎌を持つ。
オセロ
死神派遣協会の科学捜査課（科捜課）の死神。
科学者のような白服を来た死神。外見は若いがグレルより先輩であり、死神としてかなりの古参。科学技術や複雑な機械に造詣があり、ロンドンで頻発する失血死事件や何故か寿命が伸びた人間の調査のため、グレルと組んで現世に派遣される。死神の鎌は草刈鎌型で、これはまったくカスタムされていないものだという。戦闘は不得手。グレルとはあまり気が合わないとしつつ、彼と同じく倫理観にはタガの外れたところがある。実は葬儀屋（アンダーテイカー）の同期で、彼の現役時代の活躍をよく知っている。
葬儀屋（アンダーテイカー）
ファントムハイヴ家の協力者。実はかつて死神派遣協会から離反した死神。
→#青の教団

## ロンドン警視庁（スコットランドヤード）
アーサー・ランドル
声 - 中博史 / 青山穣
ロンドン警視庁（スコットランドヤード）警視総監。通称ランドル卿。
眼鏡をかけた眼光の鋭い初老の紳士。警察の長として表向きのロンドンの治安を守る役目にあり、他方で警察で解決できなかった場合に裏の力であるファントムハイヴ家にその報酬を払う役目にもある人物。ファントムハイヴ家に頼らざるを得ない状況を忌々しく思っており、シエルを「悪魔」、ファントムハイヴ家を「悪霊の巣」と呼ぶ。
「青の教団編」においてブラバットの自白を鵜呑みにし、執拗にシエルの行方を追う。もともとファントムハイヴ家の協力者の一人であるため、ピットなど、シエルが頼るであろう他の協力者について詳しい。
フレッド・アバーライン
声 - 菅沼久義
ロンドン警視庁警部。ランドル卿の部下。
正義感溢れる実直な男性。ランドルよりファントムハイヴ家の存在を教えられ、その後たびたび関係を持つようになる。報酬の裏金などはよく思っていない反面、ロンドンの治安を守るという目的は一緒だとして、ランドルと異なりシエルには協力的な態度を取る。シエルからは正しいが偉くはなれないと評されている。
「青の教団編」においてブラバットの自白を受け、シエルが無実であることを理解しつつも、立場上、その逮捕を命じる。
テレビアニメ版では第1期に登場し、人物像はほぼ原作通りだが、設定は微妙に異なりストーリー上の役割は大きく異なる。階級は警部補で結婚と子供の誕生を間近に控えた刑事だが、第20話で劉の凶刃からシエルをかばって致命傷を負い、シエルに看取られながら息を引き取る。

## P4（S4）
「寄宿学校編」で登場した名門寄宿学校ウェストン校の4人の監督生（プリーフェクト）。通称「P4（プリーフェクト・フォー、prefect・4）」。学校の自治を一任されており、校長に次ぐ絶大な権限を持つ。寮も性格もさまざまだが全員が固い絆で結ばれた親友同士で、ウェストン校を愛しその伝統を重んじている。 同編においてシエルが女王より依頼されたデリック・アーデン失踪のキーパーソンであり、デリックの不正に端を発した一連の殺人と、その隠蔽で「暁学会」（および「葬儀屋」）を頼っていた。事件解決後は、王室の縁者であるデリックの醜聞を隠すという点から殺人の事実は秘匿され、放校処分となる。
その後「青の教団編」で再登場し、スフィア・ミュージックホールの歌い手としてブラバットにプロデュースされ、アイドルグループ「S4（スターライト・フォー、starlight・4）」として活躍する。
エドガー・レドモンド
声 - 渡部俊樹
「深紅の狐（スカーレット・フォックス）」寮（赤寮）の監督生。ドルイット子爵の甥。
高貴で格式高い家柄の生徒が集まる赤寮を体現する美青年。長髪の端正な顔立ちをしており、伯父のドルイットにも似ている。鷹揚で寛大な性格をしており、高貴で優秀な人物であれば他寮の人間でも興味を示し勧誘する。デリックの不正を告発した詩の暗号を解くなど、頭もいい。作中では何度か寮弟が代わっており、自分の見る目のなさを自嘲する。
1年前に監督生になった当初はデリックを寮弟としていた。しかし、彼にいじめられていた生徒の告発により彼の本性を知る。その後に起こったグリーンヒルの衝動的な殺人をかばい、伯父ドルイットのつてで「暁学会」に助けを求め、自分たちが殺したデリックやアガレスの蘇生を試みた。
本編では当初モーリス・コールを寮弟として登場、入学したばかりのシエルの活躍を聞いて興味を持ち、白鳥宮に勧誘する。これはモーリスの妨害に遭うが、その後、シエルが無実を証明するとモーリスを追放し、代わりにハーコートを新たな寮弟とする。
ハーマン・グリーンヒル
声 - 武内駿輔
「翡翠の獅子（グリーン・ライオン）」寮（緑寮）の監督生。
身体能力に優れ、スポーツマンシップに溢れる生徒が集まる緑寮を体現する好青年。髪をオールバックにした体育会系で、ジェントルマンな性格。女性には弱い。エドワード・ミッドフォードを寮弟とし、彼から強く慕われている。常にクリケットのラケットを携えているが、暴力は振るわないと心に誓っている。
1年前のデリックの事件に関して、まったく悪びれなかった彼を衝動的に撲殺してしまった張本人。他のP4らの支援で、アガレスやデリックの仲間たちも続けて全員撲殺した。
「青の教団編」ではエドワードをソフィア・ミュージックホールに彼を招き、リジー行方不明のきっかけを作る。
ロレンス・ブルーアー
声 - 榎木淳弥
「紺碧の梟（サファイア・オウル）」寮（青寮）の監督生。
勉学に優れた生徒が集まる青寮を体現する眼鏡をかけた知的な美青年。規律や勉学に対して厳しく、実直な性格。特に伝統を重んじ、冷徹にも見えるが、クリケット大会ではシエルに触発されて熱い一面も見せる。8人兄弟唯一の男子で、姉が3人、妹が4人いる。
1年前のデリックの事件に関してはグリーンヒルの衝動的な殺人をかばい、むしろレドモンドとともにアガレスを取り押さえ、彼を撲殺するアシストを行う。罪の意識はまったくなく、同編の終盤では真相を明らかにしたあと、平然とシエルに「伝統と規律を守るためには仕方なかった」「わかってくれるな?」と問い、シエルから「人を殺しておいて何を言ってるんだ?」と切り返される。
グレゴリー・バイオレット
声 - 橘龍丸
「紫黒の狼（ヴァイオレット・ウルフ）」寮（紫寮）の監督生。
芸術面に秀で、個性の強い生徒が集まる紫寮を体現する陰気な青年。常にフードを目深に被っており、極度の人間嫌い。絵画に天才的な才能を持ち、何かしらの絵を描いていることが多い。作中ではグリーンヒルをモデルに無茶なポーズをとらせるが、実際は別のモチーフの絵を描いて彼をおちょくってもいる。
1年前のデリックの事件に関してはグリーンヒルの衝動的な殺人をかばい、出入り口を防いで誰も逃げ出せないようにする。
「青の教団編」では、彼自身が貴重な「シリウス」型の血液保持者であったこともあり、4人の中で唯一ミュージック・ホールの裏の行い（密かな採血）も知っていた。しかし、仲間たちの笑顔を守るためにあえて目をつぶり、また貧血を起こすなどしても無理をして血を提供し続けていた。

## 青の教団
本物のシエル・ファントムハイヴ
声 - 沢城みゆき
青の教団の教祖「蒼き星・シリウス」。シエルと瓜二つの容姿を持つ少年。
実はシエルの双子の兄で、本来、家督を継ぐ予定であった本物のシエル。現在のシエルのように自信に溢れ、社交的で前向きな思考を持つ。幼少期からファントムハイヴ家の次期当主として申し分ない才能を見せたために両親や親族たちからも一身に期待を受けていた。一方で、病弱な弟を一番に可愛がるよき兄でもあり、一番の理解者でもあった。
3年前の惨劇の日に、襲撃者によって弟とともに誘拐され、人買いに売り飛ばされる。買われた相手先では凄惨な拷問と凌辱を受けるも弟を守るという一心で耐え抜き、偶然所持していたファントムハイヴ家の当主の証である指輪を飲み込んで隠していた。最終的に悪魔召喚が目的の黒ミサの生贄として殺され、その魂が代償となってセバスチャンが召喚されることとなる。また、シエルに成り代わることを決めた弟の命令によって、そのはらわたより指輪が取り出される。
実はその死体は葬儀屋によって回収されており、最終的には「歪んだ肉人形」の最高傑作として、自我を持った状態で復活を遂げる。「青の教団」の終盤においてアグニを殺害した後、ファントムハイヴ邸に帰還し、本物のシエルとして振る舞ったうえで、弟を偽者と指摘しつつ、部下ブラバットを使って青の教団の大量殺人の罪をなすりつける。そして、本来自分が継ぐはずだったファントムハイヴ伯爵の座を取り戻そうと目論む。しかし、「歪んだ肉人形」として貴重なシリウス型の血液の定期的な輸血を必要とする。
葬儀屋（アンダーテイカー）
声 - 諏訪部順一
ファントムハイヴ家の協力者。葬儀屋。死神。青の教団の実質的な黒幕。
黒装束に身を包み、不気味な声音で話す長い銀髪の男。前髪で目が隠れている。一人称は「小生」。本名は不明でその通称の通り、ロンドンで葬儀屋を営む。古くからファントムハイヴ家と関係のある協力者で、葬儀屋として得た情報や検死などを請け負う。情報や作業の対価として笑いを要求するなど、セバスチャンも認める変人。「豪華客船編」で死神派遣協会から離れた死神と判明し、「歪んだ肉人形（ビザール・ドール）」に関連する出来事で暗躍する。以後はシエルに追われる立場になると同時に、シエルやファントムハイヴ家に執着する様子が描かれる。
その正体は半世紀前に死神派遣協会を脱退した死神で、協会からは「違反者」と呼ばれる。死神の特徴である黄緑色の燐光を放つ瞳を持つが眼鏡はかけていない。「死神の鎌」も大鎌の形をしたものを所持しており、補助武器として無数の卒塔婆も使いこなす。また、セバスチャンに引けを取らないほどの身体能力・戦闘能力を持つ。
死神派遣協会時代は回収課に属し、同期のオセロいわく、完璧に仕事をこなす模範的な死神であったという。しかし、70年ほど前に協会を半壊させて逃亡し、現在は伝説のお尋ね者と呼ばれる存在だった。
「豪華客船編」「寄宿学校編」の黒幕であり、「歪んだ肉人形」を制作し、魂回収後の空になった肉体にシネマティックレコードの続きを挿入したらどうなるのかに興味を持ったと嘯く。「豪華客船編」ではレコードに勝手な続きをつないだけのもので、結果は自我のないゾンビのようなものであったが、「寄宿学校編」では個人のエピソードを繋ぐことでアガレスに自我らしきものを芽生えさせ、少なくとも日常生活は送れる程度に仕上げていた。その真の目的は本物のシエルの復活であり、実はセバスチャンが召喚された日（本物のシエルが死んだ日）に、密かに死体を回収して蘇生措置を続けていた。なお、シエルの祖母の毛髪をペンダントに入れて身につけていること、「ヴィンセントは灰になったために戻せない」「これ以上ファントムハイヴを失いたくない」というセリフからうかがえるように、本物のシエル個人ではなく、あくまでファントムハイヴ家に固執している。「青の教団編」では、血液を入れ替えることで、ついに自我を持つ本物のシエルを復活させる。
テレビアニメ版
第1期第18話以降において、かつてマリー・アントワネットやロビン・フッドといった有名な人物の魂を扱った伝説の死神だったことが判明する。現在は引退済みであるが、現役当時の役職は管理官クラスであり、ウィルやグレルの役職では扱えない最終兵器（デスブックマーク）については現在でも扱える。
蒼き星・シリウス
ブラバットよりお星様と呼ばれる4人の1人。1つ星で表される。教祖。正体は本物のシエル。
カノープス
ブラバットよりお星様と呼ばれる4人の1人。2つ星で表される。正体は不明。率直な喋り方。ホール内にある個室は非常に簡素。
ベガ
ブラバットよりお星様と呼ばれる4人の1人。3つ星で表される。正体は不明。喋り方が二人で喋っているように表現される。ホール内にある個室はファンシーで鏡や枕が2つある。
ポラリス
ブラバットよりお星様と呼ばれる4人の1人。4つ星で表される。正体は不明。執事と名乗っている。ホール内にある個室は非常に荒れている。

## その他の人物
アレイスト・チェンバー / ドルイット子爵
声 - 鈴木達央
通称ドルイット子爵。レドモンドの叔父。
美しいプラチナブロンドの髪を持つ美青年。独特の感性と芝居がかった言動が特徴で周りをいら立たせる。各編に端役問わず登場することが多く、食や芸術の愛好家としてさまざまなイベントに登場する一方で、人身売買といった悪人の側面もある。ただし、そのコミカルさで悪事の部分は有耶無耶になってしまうことが多い。葬儀屋からは「（面白い人間として）失うのは世界の損失」と評される。
初登場は「切り裂きジャック事件編」で最有力の容疑者として登場する。切り裂きジャックではなかったものの、闇オークションの主催者として人身売買を行っていたことが明るみとなり逮捕される。しかし、「逆さ吊り編」ではカレー品評会の審査員として登場し、保釈金を積んで釈放されていたことが明かされる。「豪華客船編」では暁学会の会員として登場し、その真の狙いは学会の乗っ取りと「歪んだ肉人形」を用いて自らの帝国を造ることだったが失敗する。「寄宿学校編」では編の主要人物レドモンドの叔父かつ学校OBとして登場し、また暁学会の会員として騒動の元凶に関与していたことが明かされる。

## 各編の登場人物
上記以外の登場人物。上記にあっても該当編での初登場や主要人物についてはリンクを設けている。

### 切り裂きジャック編
アンジェリーナ・ダレス / マダム・レッド
シエルの叔母。通称マダム・レッド。
→#マダム・レッド
グレル・サトクリフ
マダム・レッドの執事。実は死神。
→#死神
ドルイット子爵
青年貴族。切り裂きジャック事件の有力容疑者。
→#その他の人物

### 逆さ吊り事件編
ソーマ・アスマン・カダール
ベンガル藩王国第26王子。
→#ファントムハイヴ家の協力者
アグニ
ソーマの執事（カーンサマー）。
→#ファントムハイヴ家の協力者
ハロルド・ウエスト＝ジェブ
声 - 下山吉光
輸入業者、雑貨屋でヒンドスターニー・コーヒーハウス（インドをモチーフとした喫茶店）の経営者。
やり手らしい細面の若い男。シエル曰く「肩書主義でいけ好かない奴」で、スーツから葉巻までブランドにこだわる。ミーナを英国に連れ去ったという「逆さ吊り事件編」の元凶。ミーナの真相を知られたくないアグニを利用して手駒として扱い、商売敵を標的とした逆さ吊り事件を引き起こさせていた。その目的は、自身が経営するコーヒーハウスで提供するカリーのロイヤル・ワラントを獲得するというものであった。カリー対決後に劉と藍猫に成敗される。
ミーナ
声 - 後藤邑子
ソーマの元侍女。「逆さ吊り事件編」のきっかけとなる人物。
ソーマが生まれたときから侍女だったという人物であり、彼から乳母や姉のような存在とも称される女性。明るく美人でソーマいわく相思相愛の仲であったが、ソーマが不在の間にインドに赴任してきた英国貴族（ハロルド）によってさらわれてしまったという。このためミーナを連れ戻すべく、ソーマとアグニが英国に来ることとなった。
実は一生変わらない身分階級と、わがままなソーマのお守りに嫌気が差し、自ら進んでハロルドの妻になることを決めて英国に来ていた。カリー対決後に劉と藍猫に成敗される。

### ノアの方舟サーカス編
ジョーカー
声 - 宮野真守
サーカス団の事実上の団長。担当演目は道化師（ジョーカー）で、演目の司会を行う。25歳。
常に明るく頼りがいのある青年。道化師を演じているときは京都弁の訛りで表現された口調になる。右腕は骸骨のような義肢だが、ジャグリングを難なく行えるうえに前腕部には短剣が仕込まれている。身体欠損からビーストらとストリートチルドレンとして暮らしていたところをケルヴィンに救われたため、彼を父親と呼び、多大な恩義を感じている。その彼に命令されて英国で多発している児童誘拐事件を実行しており、内心では彼の異常な性癖にも嫌悪しつつ孤児院の弟たちを守るため従っている（しかし、すでにその孤児院もケルヴィンの毒牙にかかっていたことは知らない）。死神のリストでは娼婦の息子で本名は不明。
同編の終盤、ケルヴィン邸にやってきたシエルを男爵とともに迎え入れる。その後、黒ミサを再現しようとしたケルヴィンを撃ったシエルに襲いかかるが、セバスチャンに左腕を切り落とされ戦闘不能となる。それでもケルヴィンの助命を乞うが、無残に殺されたうえに先生の本性や義肢の原料が明かされ、絶望のうちに出血多量で死亡する。
ドール / ソバカス
声 - 高垣彩陽
一軍団員。担当演目は綱渡り。入団したシエルのルームメイトであるソバカスの少年の正体。
華やかな衣装に花飾りで顔の左半分を覆い隠した少女。公演中はジョーカーに「お姫さん」と呼ばれている。一方、普段は地味な服装で、前髪で顔の左半分を隠しており少年に見える容姿をしている。公演時は寡黙だが、普段は快活。顔にソバカスがあるため、シエルから「ソバカス」と呼ばれている。隠している顔の左半分には火傷の痕がある。他のメンバーと同様に誘拐にはためらいがあるが、彼女は特にそれが強い。
単独のテントが割り当てられる一軍であるが独りだと眠れないという理由で正体を隠して一般団員のテントで生活を送り、シエルと同室となる。同じような境遇に育ったと思っているシエルに何かと気を使い、面倒見がいい。そのため、シエルが一軍テントに忍び込んだ際に、彼に気づき逃げ道を案内するが、それが結果として自分たちの正体へつながる鍵となってしまう。
同編の終盤、当初はビーストらと行動を共にするが状況をジョーカーに伝えるため、途中で別れケルヴィンの屋敷へ独り向かう。しかし、到着した屋敷は燃えており、外に出てきたシエルとセバスチャンに出くわしたうえに、シエルよりファントムハイヴ家の者であることやジョーカーたちを殺したことを明かされる。このため激昂して襲いかかるが、セバスチャンの返り討ちに遭ったことが示唆される（明確な生死は不明）。
F.O.L.児童養護院編で再登場し、養護院の運営側の人間として潜入してきたスネークを迎え入れる。
ビースト
声 - 甲斐田裕子
一軍団員。担当演目は猛獣使い。25歳。
左足が義肢の黒い巻き毛の美女。ベティという名の虎を操り、手にする鞭は武器にもなる。高飛車だが奥手な部分もあり、ジョーカーに想いを寄せているような素振りを見せる一方でそれ以上には踏み込めない。死神のリストでは本名はマリー。
サーカス団を調査するセバスチャンによって、ジョーカーへの想いの心の隙を利用されて篭絡され、一夜を共にしてその際にケルヴィンの名を教えてしまう。同編の終盤、ファントムハイヴ邸への襲撃の際にはダガーと行動を共にし、バルドとフィニに相対する。キッチンの戦いでダガーが自分をかばって射殺されると激昂して鞭を振り回すが、それによって小麦粉の粉末が部屋に充満し、それを利用したバルドによって引き起こされた粉塵爆発で爆死する。
ダガー
声 - 岡本信彦
一軍団員。担当演目はナイフ投げ。
マイペースで明るい性格の少年。右足が義肢。道化師ではないが道化的な衣装を着ている。ビーストを「姐さん」と呼んで好いており、彼女に手を出した者には容赦なく制裁を加えたり、嫉妬する。名前の通り、投げナイフを武器とする。
同編の終盤、ファントムハイヴ邸へ乗り込んだ際にはビーストと行動を共にするが、バルドのマクシム型重機関銃の掃射からビーストをかばい、彼女の腕の中で死亡する。
ピーターとウェンディ
声 - 泰勇気（ピーター）、新谷真弓（ウェンディ）
双子の一軍団員。担当演目は空中ブランコ。
小柄で幼い風貌の2人組。ともに小人症で、見た目に反して大人びた言動を取り、一軍では最年長で団員たちからは「兄さん/姉さん」と呼ばれる。具体的な年齢は明かされないが、セバスチャンをその外見で「坊や」と呼ぶほど。そのため、他の一軍の年相応の甘さを叱咤する役目も持ち、ドールがテントに潜入したシエルを逃したことが発覚した際には彼女を平手打ちし叱った。戦闘の際も2人でコンビを組み、ワイヤーを巧みに操って移動や空中戦を行う。
同編の終盤、ファントムハイヴ邸へ乗り込んだ際にはジャンボを倒したフィニへ襲いかかり、ワイヤーでフィニの首を切断しようと目論むが、遠方からのメイリンの射撃によってまずウェンディが射殺される。そこでピーターは狙撃を阻止すべく先にメイリンを倒そうとするものの、力及ばず逃走を図ったところを同じく射殺される。
ジャンボ
声 - 小柳良寛
一軍団員。担当演目は火吹き芸。
大柄で筋肉質な禿げ頭の男。強面だが、心優しく面倒見がよく怪力が自慢。ピーターらとは対照的に、見た目に反して実はまだ若く、巨人症と思われる疾患がある（少なくともジョーカーらとほぼ同年齢）。
同編の終盤、ファントムハイヴ邸へ乗り込んだ際に、鉢合わせとなったフィニを殺害しようとするが、力勝負に負けてレンガ壁に叩きつけれたような形で死亡する。襲撃メンバーのうち最初の死亡者であり、死の間際に仲間たちへ警戒するよう叫ぶ。
スネーク
一軍団員。担当演目は蛇使い。のちにファントムハイヴ家の使用人となる。
→#ファントムハイヴ家の使用人
先生
声 - 三上哲
サーカス団の専属医。また、ジョーカーたちの義肢の開発と保守を行う義肢職人。本名は不明。
温厚かつ誠実な人柄の車椅子の男性。軽くて丈夫であり、ジョーカーらの曲芸にも支障がない義肢を作っており、サーカス団から信頼されている。しかし、その正体は完璧な義肢のためには人の死は気にしないサイコパスであり、子供の人骨が義肢の最良の素材としてケルヴィンによって殺された児童の骨を提供される代わりに、ケルヴィンの狂気的な活動に加担していた。車椅子姿もジョーカーらを欺いて信頼を得るための偽装であり、普通に歩ける。
同編の終盤、目の前でケルヴィンが殺されても平然としており、むしろ自身の技術をシエルに売り込んで鞍替えを申し出るが、シエルの命を受けたセバスチャンの手刀打ちで胸を突き破られ、即死する。
ケルヴィン男爵
声 - 茶風林
貧救院（孤児院）を経営する慈善活動家の貴族でジョーカーらの父親的存在。ジョーカーに宛てた手紙では「笛吹きの息子・トム」と名乗る。
元は真面目な中年男性で、身体障害を持ち社会から迫害されていた孤児たちを集め孤児院を開いていた慈善活動家だったが、偶然知ったファントムハイヴ家の裏の顔に魅了され狂っていく。自らを人形や子供のようにするために「先生」より時に足の切断も伴う整形手術を受け子供じみた言動を取るようになる一方で、集めてきた子供たちの自我を薬物などで奪い、サーカスじみた見世物をやらせて無残に殺害するなどの行為を繰り返していた。孤児院の他の子供たちの安全を守る条件でジョーカーらに子供の誘拐を行わせていたが、実は孤児院の子供たちも既に犠牲となっていた。また、シエルが生贄として捧げられた黒ミサの関係者であったが参加できず、その再現も切望していた。
同編の終盤、誘拐事件の捜査のためにシエルの訪問を受け歓喜を以て邸宅に迎え入れる。そこで子供たちが次々と命を落とす狂気的な見世物を嬉々として見せたうえ、黒ミサの再現も行おうとしたため、激昂したシエルに銃撃されて重傷を負い、最期はセバスチャンに頭部を踏み潰されて死亡する。

### ファントムハイヴ邸連続殺人事件編
アーサー
声 - 浅沼晋太郎
眼科医兼若手小説家。正餐会の招待客。同編の狂言回しも兼ねる。
売れない小説家の青年。気が弱い優男だが一方で冷静な一面があり観察力に優れる。マイナー誌に一度だけ掲載された長編小説をシエルが非常に気に入っていたことから、ファントムハイヴ邸の正餐会へ招待され、事件に遭遇する。医者として簡単な検死などを行い、ラスボーン神父到着後は彼と行動を共にして事件捜査にあたる。
事件解決後、その裏に隠された真実を知ることになった際に交わした口止めの約束を守るため、逃げるようにさまざまな作品を生み出し続ける。今回の事件を基にした小説も書いていたが、誰にも見せることないまま後年に暖炉で焼却し、真相を葬る。
若かりし頃のアーサー・コナン・ドイルであり、正餐会の経験がのちのシャーロック・ホームズシリーズにつながったことが仄めかされている。
ゲオルグ・フォン・ジーメンス
声 - 野川雅史
ドイツのバンベルガー銀行名誉役員。正餐会の主賓。
ヴィクトリア女王陛下の遠縁で客人。イギリスの文化・技術等の視察のため同国を訪れており、女王の依頼を受けたシエルにより、ファントムハイヴ邸の正餐会に主賓として招かれる。普段は堅物で厳格な人物だが、非常に酒癖が悪く、酔っ払ってアイリーンやメイリンに手を出すなどトラブルを起こす。正餐会の後、密室下の自室で殺害されているのが見つかり、殺人事件編の開幕となる。
実はグレイに唆されて仮死状態になる薬を服用した上での狂言だったのだが、意識を取り戻したところでグレイに本当に殺害されてしまう。彼が殺された理由はドイツの軍事力強化を抑止するためであり、その罪や責任をファントムハイヴ家に擦りつけられたのは「ノアの方舟サーカス編」にて命令違反をしたシエルへのお仕置きであった。
カール・ウッドリー
声 - 櫻井トオル
ダイヤモンド研磨業「ウッドリー社」の社長。正餐会の招待客。
腕の立つ実業家として立ち振る舞う一方でプライドの高い男性。実はダイヤで手に入れた非合法な武器を紛争地域に売りさばく武器商人という裏の顔を持つ裏社会の人間であり、ファントムハイヴ家が女王の番犬であることを知っている。市場独占のために同業者を暗殺していたことでシエルに目をつけられており、最初から王室の企みを躱す体のいい身代わりとして正餐会に招待されていた。
同編の終盤、シエルの策略で連続殺人事件の犯人の濡れ衣を着せられ、グレイに連行される。その後、移送の途中シエルに罪を着せられず苛立ったグレイに腹いせで殺害される。
パトリック・フェルペス
声 - 渡辺拓海
造船・海運企業の大手「ブルー・スター・ライン社」の御曹司。正餐会の招待客。
非常に気が弱く常におどおどした青年。一方で会社の貿易課を任されるほどの手腕を持つ。同業として劉ら崑崙のことを良く知っており怯えている。ジーメンスの死体発見後、彼の隣室だったため殺されることを恐れてシエルの部屋を借りるが翌朝、謎の毒物による死体で発見され、セバスチャンに続く3番目の被害者となる。
事件後、シエルの命を狙って屋敷に潜入していたスネークの毒蛇に噛まれ、誤って殺されてしまったことが明かされた。
グリムズビー・キーン
声 - 徳本英一郎
有名な舞台演出家。正餐会の招待客。
明るい性格でやや芝居がかった優男。密かに交際しているアイリーンとともに正餐会に参加する。鷹揚に振舞うが、気が短い一面があり、ジーメンスがアイリーンに手を出した際には激昂してワイン瓶を投げつけ、大問題になりかける。
アイリーン・ディアス
声 - 宮本茉奈
オペラ歌手。正餐会の招待客。
国立劇場を満席にするほどの実力と美貌を持つ美女。密かに交際しているグリムズビーと共に正餐会に参加する。見た目は若いが、実はグリムズビーより12歳年上でアンチエイジングの一環として、赤シソのエキスを飲んでいる。
「ファントムハイヴ邸連続殺人事件編」後も短編に登場し、乗っていた馬車が暴走して横転した際にセバスチャンに助けられ、それが縁でファントム社の新商品の広告塔となる。その際、グリムズビーと別れ新たな恋人ができたことが明かされる。
ジェレミー・ラスボーン
声 - 小野大輔
ファントムハイヴ伯爵領にある村の牧師。
シエルとは昔からの知り合いという壮年の男性。殺される前にセバスチャンが密かに手配した伝書梟の手紙を受け取り、嵐の中をファントムハイヴ邸にやって来る。当初は真犯人と疑われるも、ライシーアム劇場のチケットによって身の証を立てる。その後は豊富な知識とアーサー以上の観察眼を持ってアーサーを助手に、ファントムハイヴ邸連続殺人事件の捜査を行う。
その正体はセバスチャンであり、グレイに襲われた後、その後の状況を見越して造られたキャラクター（ただし、後に過去編において本人が登場しており架空の人物ではない）。伝書梟やチケットなどは全部後から用意したものだった。また、ラスボーンとして捜査している間は、頻繁にセバスチャンの死体と役目を行き来していた。

### 豪華客船編
リアン・ストーカー
声 - 石川界人
カルンスタイン病院の院長。暁学会の会長。34歳
肉体や精神、果ては天候などあらゆる健康を好み、あらゆる不健康を嫌う若い医師。「克服できない最大の不健康＝死」という持論から、死という厄災を回避できれば人間は完全救済されるという思想の下で、死者蘇生の研究に没頭していた。研究が実を結び、死者の復活に成功したと公表し、カンパニア号で一大デモンストレーションをするも、復活した死体は生者を襲い始め、カンパニア号沈没の原因となる。
実は研究に行き詰まり、「葬儀屋」の協力を得て「歪んだ肉人形」を造っていただけであった。自分でも死体が蘇る理屈はわからず、最終的に「葬儀屋」からオカルトに手を出した時点で医者として失格であると指摘される。最期は沈むカンパニア号の船首が持ち上がった際に、床を滑り落ち、転落死する。
寄宿学校編でも回想に登場しており、ドルイットのツテでレドモンドから依頼を受けてアガレスやデリックらを「歪んだ肉人形」にしていた。
マーガレット・コナー
暁学会のデモンストレーションで公開された「歪んだ肉人形」。故人。
不運な事故で命を落としたという17歳の少女。カンパニア号上で行われる暁学会のレセプションにおいて、死を克服した存在として登場する。しかし、復活直後に母シェザンナを噛み殺し、船内を恐怖に陥れる。セバスチャンのナイフ攻撃で心臓を潰されても動き続け、人を襲うが、突如現れたロナルドによって頭部を潰され、完全に活動を停止する。元々、その死はロナルドが確認したといい、死神から見て動き出した彼女が魂のない動く死体であることを説明する。

### 寄宿学校編
校長
ウェストン寄宿学校の校長。
生徒や教員らから絶対的存在として扱われる人物。デリックの寮の編入などを決定したとされ、寄宿学校編のキーパーソンだが、シエルがデリックの件で学校に潜入した当初は多忙につき不在で、学校運営をアガレスとP4にすべて任しており姿を現さない。校長と会える機会があるのは、彼が主催する「真夜中のお茶会」のみであり、シエルは茶会に参加するため画策することとなる。
作中での正体は「葬儀屋」であり、P4の依頼を受けてアガレスやデリックを「歪んだ肉人形」にした張本人。寄宿学校編の最終盤で正体を現すとセバスチャンと交戦し、再び行方をくらます。
なお、本物の校長は世界一周旅行の旅に出ているとされ、作中には登場しない。
ヨハン・アガレス
声 - 速水奨
ウェストン寄宿学校副校長。
多忙で不在な校長に代わり、学内の一切を執り仕切っている若めの男性教師。普段は冷静沈着だが、よく転んでしまうため、頭から血を流している。
実は「歪んだ肉人形」の一体で、それまでの人形と異なり、一目には普通の人間と変わらない言動が行える（ただし、先述のよく転ぶなどの不自然な挙動をしてしまう）。デリックが行っていたいじめなどの非道の影の擁護者であり、デリックの本性がP4にバレた際、デリックとの利害の一致と教師特権で彼を庇った。これによって逆上したP4に殺害され、事件隠蔽のため「歪んだ肉人形」にされていた。葬儀屋曰く、エピソードが充実していたとしてほぼ生きた人間に近く、寄宿学校編時点での最高傑作と評される。
P4
ウェストン寄宿学校の自治を任された4つの寮の監督生4人。
→#P4（S4）
モーリス・コール
声 - 堀江瞬
「深紅の狐寮」所属。5年生。レドモンドの寮弟。
学園一と称される美少年。寮弟としての仕事（料理から勉学まで）も完璧に仕上げることから、次期監督生と見なされ、他寮の生徒からも尊敬される。しかし、実態は自分が受けた仕事を後輩達にやらせ、その成果を自分が行ったかのように見せかけていただけであった。さらには自分以外の真に有能な者が監督生に目を掛けられることを妨害するため、監督生の茶会の招待で嘘の時間を教えるなどしてシエルや、過去にはハーコートなどの評判を貶めていた。
シエルを妨害したことで彼の報復を受けることとなり、その実態をバラされた挙げ句、さらにはその美少年という素顔も化粧の力であったことを白日のもとに晒され失墜する。
ジョアン・ハーコート
声 - 徳留慎乃佑
「深紅の狐寮」所属。2年生。レドモンドの寮弟（モーリスの後任）。
ヘーゲルの『論理学』の原書を読めるほど学識に通じた大人しい美少年。またクリケット大会はスポンボールを放つなど、運動能力も良い。その才幹は他の者にも知られており、かつて白鳥宮に呼ばれるもモーリスの妨害にあってP4の誘いを断った形となり、以降、寮の仲間たちからも距離を置かれ、孤立していた。同様にモーリスに嵌められたシエルが報復のために情報収集を始めた際に、セバスチャン扮するミカエリス先生が見つけ出した彼の被害者であり、告発者の一人としてモーリス追放に一役買う。この一件によってモーリスの後任のレドモンドの寮弟に選ばれ、再び学友達とも親しく過ごせるようになる。この経緯からセバスチャンに多大な恩義を感じている。
「青の教団編」ではファントム・ファイブの一員に選ばれる。キャラ設定は弟系小悪魔。かなり役に馴染んで過ごす。
クレイトン
声 - 石毛翔弥
「紺碧の梟寮」所属。ブルーアーの寮弟。後にP4。
ガリ勉とも称されるいかにも堅物なキッチリとした眼鏡の青年。ただし、実は容姿が整っており、眼鏡を外して髪型を整えた姿は男前。ブルーアー不在時に事実上、寮を取り仕切り、新参のシエルを迎え入れる。その後、任せた仕事を完璧にこなすシエルに目をかけるようになり、モーリスの一件解決後に、完全に名誉回復したシエルを寮弟に指名する。同編の終わりにおいて放校されたブルーアーに代わり新たな監督生となる。
「青の教団編」ではファントム・ファイブの一員に選ばれる。キャラ設定は冷徹なインテリ。不向きに見えたが、上記の通り、素顔は男前であり、また前監督生の汚名を雪ぐとして無難に役柄をこなす。ただし、女性は苦手。
チェスロック
声 - 戸谷菊之介
「紫黒の狼寮」所属。バイオレットの寮弟。後にP4。
モヒカン頭でピアスを付けた粗野な性格の青年。見た目に反し、音楽の天才でピアノやヴァイオリンを得意とする。他寮の生徒に対して特に敵意を見せるなど、凶暴にも見えるが、しばしば善良と思われる本性を見せる。同編の終わりにおいて放校されたバイオレットに代わり新たな監督生となる。
「青の教団編」ではファントム・ファイブの一員に選ばれる。素のままでも十分インパクトがあるとしてキャラ設定はない。
マクミラン
声 - 白石晴香
「紺碧の梟寮」所属。シエルのルームメイト。
年相応の善良な少年。シエルの同級生として彼に親しく接し、新参の彼が知らない寮の情報について教える。
デリック・アーデン
声 - 小林裕介
ウェストン寄宿学校の生徒。5年生。女王のいとこにあたるクレメンス侯爵家の嫡男。
寄宿学校編のきっかけとなる青年。女王の縁戚という出自のみならず、端正な顔立ちにクリケット・刺繍・レポート・作詩と何をやらせても完璧にこなす朗らかな好青年。寄宿学校編の1年ほど前から長期休みでも実家に帰らなくなってしまったために親から心配され、女王の命令によってシエルに捜査が依頼される。
本性は悪辣であり、学校生活のストレスを解消するために取り巻きと共に酷いいじめを行っていたり、飲酒などの不良行為も日常的に起こしていた。さらにその実績や才能も、すべて他人の成果を奪い取ったものであった。P4への目安箱に投書されたいじめの告発も、P4から信頼されている自分が担当して握り潰し、さらにはアガレスを買収した上で互いに味方として繋がるなど、万全の状態で悪事を続けていた。しかし、目安箱に投書された暗号詩の告発状を見抜けず、P4に悪事がバレてしまう。それでもアガレスが味方であることもあってまったく悪びれることのない態度を取り、何事もなかったかのように居直ったため、相当の罰則も受けることなく順当に監督生に任命される事実に激怒したグリーンヒルによって衝動的に撲殺されてしまう。
その後、同じく殺されたアガレスや取り巻きと共に、アガレスと同じく「歪んだ肉人形」にされるものの、エピソードが不足していて自我を保てず、表舞台には登場せずにいた。同編終盤の「真夜中のお茶会」において外見は生前と変わらない状態で現れるものの、数分ともたず、生者に襲いかかり、最後はセバスチャンによって頭を潰れされて完全に活動を停止させられる。
後日談として王室の醜聞となるために死の真相は秘匿され、ボート遊び中の事故で亡くなったということにされる。

### 緑の魔女編
ジークリンデ・サリヴァン
ドイツ「狼の谷」の若き領主で通称「緑の魔女」。11歳。後にイギリスに亡命し、イギリス王家及びファントムハイヴ家の協力者となる。
→#ファントムハイヴ家の協力者
ヴォルフラム・ゲルツァー
ジークリンデの執事。通称はヴォルフ。正体はドイツ軍人。後にジークリンデと共にイギリスに亡命する。
→#ファントムハイヴ家の協力者
ヒルデ・ディックハウト
声 - 渡辺明乃
「狼の谷」の村人。ジークリンデの身の回りの世話係。正体はドイツ軍人。
村の女達のまとめ役でもある女性。他の村人同様に余所者に対して強い警戒心を抱いており、ジークリンデに何度もシエルたちの追放を訴える。その正体はドイツ軍の少佐で、狼の谷に在留する軍の責任者。
同編の終盤、ジークリンデに真実が露見した上、完成した究極の毒ガス「サリン」のサンプルが盗まれたため、ジークリンデの殺害を含む情報の隠蔽を企てる。軍にファントムハイヴ家の行方を追う命令を出す一方で、自身も試作品の戦車に乗ってシエルを追い詰める。セバスチャンに戦車を破壊され、重度の火傷を負うも執念で追跡を続け、軍を裏切ったヴォルフラムを背後から狙撃し負傷させる。更にジークリンデを殺そうとしたところで、セバスチャンに喉元を切られて絶命する。
アンネ・ドレヴァンツ
声 - 菱川花菜
「狼の谷」の村人。ジークリンデの身の回りの世話係。正体はドイツ軍人。
小柄な女性。ジークリンデの育成計画に従事する軍人であり、ヒルデの部下。第一特殊遊撃部隊隊長。同編の終盤ではヒルデと共に戦車でシエルたちを追撃するがセバスチャンに破られた上、バルドの缶詰爆弾を車内に放り込まれ、全身裂傷で爆死する。
グレーテ・ヒルバート
声 - 杉山里穂
「狼の谷」の村人。ジークリンデの身の回りの世話係。正体はドイツ軍人。
黒髪の背の高い女性。ジークリンデの育成計画に従事する軍人であり、ヒルデの部下。第二特殊遊撃部隊隊長。同編の終盤ではジークリンデを連れて逃げようとするフィニを追撃するが、日本刀を抜いたタナカとメイリンの狙撃に阻まれる。一時撤退し、先回りして列車で逃げるジークリンデを射殺しようとするが、離反したヴォルフラムに射殺される。
ババ様 / サリヴァン教授
声 - 勝生真沙子
「狼の谷」の長老。正体は毒ガス兵器の科学者。
顔が膨れて左目が潰れた醜い容姿をした小柄な女性。長老として領主であるジークリンデに対する発言力が強く、また、他の村人同様に余所者を強く警戒し「究極魔法」の完成を急かす。その正体はジークリンデの実母であり、「緑の魔女育成計画」の立案者。
元々は毒ガス兵器開発の科学者であり、同じく科学者であった夫と共にマスタードガスの兵器運用化計画に従事していた美人科学者。13年前のガス漏れ事故で夫を失い、自身も酷い容姿となる。その後、生まれた娘ジークリンデが夫と同様の天才的な頭脳を持っているとわかると、ドイツ政府に掛け合い「緑の魔女育成計画（Grune Hexe Ausbildung Projekt）」を発案し、何も知らないジークリンデに新型毒ガス兵器の開発を行わせていた。ジークリンデを大事に想っているが、実際に愛していたのは「夫と自分の血を継ぐ優れた頭脳」であり、娘を纏足までさせて村に閉じ込め、自身の最終的な目標のための道具として扱う。
ジークリンデが「究極魔法」ことマスタードガスを超える毒ガスの作成に成功すると、これをファミリーネームのサリヴァンから名を取って「サリン」と名づける。間もなくジークリンデがシエルと共に逃げたと知ると彼女の救出を軍に懇願する。だが、同時にサリンのサンプルを持って研究施設を脱出しようとしていたところをセバスチャンに追い込まれ、彼が吸い込んで体内に溜め込んでいたマスタードガスを至近距離で吸わされ死亡する。

### 青の教団編
ブラバット・スカイ
スフィア・ミュージックホールの占い師であり、事実上のホールの運営者。
穏やかでユーモア溢れる振舞いを見せる美青年。ミュージックホールの客に対し、血液を利用した星占いを行い、「シリウス」「カノープス」「ベガ」「ポラリス」に分類して、性格判断や悩み事に対する助言を行う。また、元「P4」の4人を「S4」としてアイドルに仕立てた張本人であり、曲や踊りの振り付けなども行う。普段は朗らかに見える一方で、時折、底知れぬ本性を見せ、またセバスチャンを一目で人間でないと見抜き「コラプサー（ブラックホール）」と断言してホールから追放してしまう。
その正体は「葬儀屋」の協力者であり、「歪んだ肉人形」として蘇った本物のシエルの肉体を維持するべく、彼に一致する希少な血液型「シリウス」を持つ人間を探し、密かにその血を集める役割を担っていた。スポンサーたちの輸血治療のために他の血液型も集めていたが、希少な「シリウス」を集めるためにしばしば死人を出し、同じくシリウス型であったS4のグレゴリーにも負担をかける。また、当たると評判であった占いも実は巧みな話術とホット・リーディング（占う対象の情報を事前にリサーチしておく手法）で相手の悩みを予測しているだけであり、また、血液を使うのは、血液収集のために相手の血液型を把握するためであった。
シエルの策謀によって悪事が白日のもとに晒されると行方をくらませてしまう。その後、本物のシエルが、シエル達の前に現れた際に再登場し、シエルの方を教祖である「蒼き星・シリウス」だと嘘の自白を行うことで、彼らが追い詰められる最後の役割を担う。
S4
ブラバットにプロデュースされたスフィア・ミュージックホールで活躍する4人組アイドル。元P4。
→#P4（S4）

#### ヒースフィールド男爵邸編
クリス・ヒースフィールド男爵
ノースヨークシャーの貴族。
整った顔立ちの中年男性。かつて最愛の妻子が事故死しており、現在は独り身。立派な屋敷に多くのメイドを働かせており、絶えずメイドの募集をし続けていることから、シエルたちから青の教団の血液採取拠点であることを疑われる。
ミセス・アビー
男爵邸のハウスキーパー（家政婦）。
屋敷で働くメイドたちの統括および採用判断を任されている年配の女性上級使用人。
ジェーン
男爵邸のメイド。
背の高い美女。アビーの命令を受け、新人メイドのメイリンらに屋敷の案内などを行うが、絶えず2人の動向に注意している。メイリンが気配を感じることもできずに背後に忍び寄るといった芸当も見せる。
アニー
男爵邸のメイド。
メイリンたちとほぼ同時に入った新人メイドで可愛らしい美人。男爵との初対面時に見初められ、深夜の呼び出しを受ける。翌日、辞めたとして姿を消す。
白（ハク）
メイリンの過去編の登場人物。青幇幹部で劉の前任のイギリス担当。
幼少時のメイリン（梟）の才能を見出し、凄腕のスナイパーに仕立てた男。性格は残忍でメイリンの力で出世したにもかかわらず、ぞんざいに扱い続ける。シエルが伯爵家を継いだ頃には青幇のイギリス支部の長まで出世していたが、阿片や娼館の規制で収入が減っており苛立っている。そこでシエルを殺すようにメイリンに命じる。

#### アテナ退役軍人療養所編
エイダ
アテナ退役軍人療養所の婦長。
ショートカットで顔面に大きな傷跡がある女軍人のような女性。内外で「奇跡の癒やし手」と呼ばれるが、自身は徹底的な衛生管理が理由であって断じて「奇跡」ではないと否定する。言動は乱暴だが患者想い。元はスーダン反乱時の従軍看護婦。
療養所の運営のため、違法と知りつつも「青の教団」に患者の血液を供給していたが、潜入してきたバルドに諭され離反を決意。輸血技術を欲しがった劉の勧めで患者の退役軍人らと共に上海に渡ることを選ぶ。
レイラ
療養所の看護婦。
シエルほどの年齢に見える可愛らしい少女のような女性。ただし、リハビリにおいてはサド的な言動で患者に負荷を与える。
正体は療養所監視のため配置されていた「歪んだ肉人形」。

#### F.O.L.児童養護院編
養護院のリーダー格の職員
名前不明。
他の同僚たちに指示を出す妙齢の女性。
スーザン
養護院の職員。
ドールに頼まれて、フィニやスネークらを案内する若い女性職員。
テオ
養護院の収容児。ポメラニアンクラス。本名はテオドア。
特に優秀な生徒が集められたポメラニアンクラスの最年長の少年。頭がよく、落ち着いており、面倒見の良さで他のクラスの少年らからも慕われている。
オリバー
養護院の収容児。コリークラス。
料理や刺繍など伝統的に女性の仕事とされるものに適正がある生徒が集められたコリークラスの最年長の少年。オドオドしているが、料理や刺繍の腕前は高い。
アーティ
養護院の収容児。マスティフクラス。
上級使用人の職務に適正がある生徒が集められたマスティフクラスの最年長の少年。非常に礼儀正しく、わがままな年少者に対する躾けは厳しい。
メイベル
養護院の収容児。コーギークラス。
身体能力が高い生徒が集められたコーギークラスの最年長の少年。活発で明るいが、慎重さに欠ける。

## 原作以外のオリジナルキャラクター

### テレビアニメ版第1期
ダミアーノ
声 - 銀河万丈
第1期第1話に登場。インドにあるファントム社のぬいぐるみ縫製工場を任されていたイタリア人の男性。原作第1話でのクラウスに相当するが、こちらは彼と違って完全なる悪人である。
訪れたファントムハイヴ家でセバスチャンにもてなされる一方、従業員を確保するという名目でシエルに巨額の支援金を要求するが、実は従業員を全員クビにしており、工場もすでに売り払っていた。電話先の共謀者と共に同家からの支援金で私腹を肥やそうという目論みはシエルに見破られており、セバスチャンに恐怖体験をさせられた末、満身創痍で逃げ出した。
ヘンリー・バリモア
声 - 仲野裕
第1期第7話、第8話に登場。通称「ヘンリー卿」。ハウンズワース村の支配者。当初、シエルをチワワ呼ばわりしていた。村の買収に「祟りがあるから」と断るが、シエルとセバスチャンにトリックを暴かれ、村人に追及されて投獄された後、プルートゥに噛み殺された。
ジェームズ
声 - 川上貴史
第1期第7話に登場。犬を飼育している、心優しい青年。「1人で飼って良いのは5匹まで」という村の掟を破り、6頭目をこっそり飼っていたため、殺されてしまった。
アンジェラ・ブラン
声 - 矢島晶子
第1期第7話から登場。バリモア家に仕えるメイド。昼はヘンリー卿に虐げられているが、夜は逆に彼を傅かせている。ヘンリー卿に内緒でプルートゥを餌付けし、飼っていた。
正体は不浄を嫌う天使で、多くの事件に関与している。後述のアッシュと同一人物であり、状況や気分に応じて肉体を変化できる（顔や身体を違う性別に変えることすら可能）。シエルのシネマティックレコードを書き換えて浄化しようとするも彼がそれを拒んだため、失敗に終わる。
プルートゥ
声 - 山口孝史
第1期第7話から登場。アンジェラに飼われていた巨大な魔犬。興奮すると、銀髪に小さな八重歯を持つ人間の青年の姿に変身する。炎を噴けるが、人間の姿でも言葉は話せず、習性や行動も犬と同じ。フィニからは「プルプル」と呼ばれている。
ヘンリー卿を噛み殺して彼の片腕を小丘に突き立てるが、セバスチャンに調教された後、アンジェラの頼みでファントムハイヴ家に引き取られ、セバスチャンだけでなくアンジェラやアッシュにもよく懐いている。
最終局面でアッシュに操られて暴走し、シエルの屋敷やロンドンの町を燃やしてしまう。もう以前のプルートゥには戻れないと判断したシエルの命令により、涙ながらにバルド、フィニ、メイリンに倒される。
ポール・ジョーンズ
声 - 川野剛稔
第1期第9話に登場。ブリット・ビジネスの記者。ファントム社を取材しようと、ファントムハイヴ家を訪問する。
ドロセル・カインズ
声 - 勝杏里
第1期第10話 - 第12話に登場。マンダレー邸の執事兼人形師。手回しのオルガンを持っている。『ロンドン橋落ちた』の替え歌や操り糸で、人形たちを操る。「ボクは考えました」が口癖。
実はドロセル本人はすでに5年前に他界しており、何者かに人形として偽りの生命を与えられていた。セバスチャンにコルセスカで頭を割られ、機能を停止する。
アッシュ・ランダース
声 - 日野聡
第1期第15話から登場。テレビアニメ版でのヴィクトリア女王の執事。靡くような銀髪を持つ長身の男性で、原作のジョンとは、容姿がまったく異なる。女王の代弁役兼護衛であり、腰には細剣を差している。女王から、ファントムハイヴ家宛ての命令を記した手紙を届ける役目を担っている。緑茶が好み。
正体は天使であり、アンジェラと同一人物。また、女王の身体と故アルバート公の身体を接いだ張本人でもある。天使であることも前提に、女王に深く信頼されている。人間を滅ぼして穢れの無い世界を創ろうと目論むが、最終話で真の姿を現したセバスチャンに惨殺され、死体はタワーブリッジの天辺に磔にされた。
エドワード
声 - 斎賀みつき
第1期第16話に登場。約400年前のイングランド国王エドワード5世の幽霊。父王の死に伴って王位を継承した少年だが、王位簒奪を企てる親族によって弟リチャードともどもロンドン塔に幽閉され、そのまま消息不明となった。（作中では）その場で暗殺された兄弟だが、魂だけは幼い頃から即位前まで暮らしていたラドロー城へ舞い戻り、400年間も留まり続けている。殺害された当時、門番の裏切りによって命を落としたため、嘘を何よりも嫌う。
この古城の新たな所有権者になったシエルはホテルに改装しようと計画したが、現場は霊が現れたことで作業が進まない。怖れて身を引いた施工業者に替わってシエルたちが城へ赴くと、エドワードたちの霊が現れる。400年来城主は自分だと言って譲らない“国王”エドワードは、臣下の伯爵・客人としてシエルを遇する。2人はチェスに興じるが、万物の形状を自在に操るエドワードは、負かしたシエルからセバスチャンを奪って我が物とし、彼もイングランド王室の執事として兄弟に仕え始める。
リチャード
声 - 笹本優子
エドワードの弟。兄と同じく、死後、霊魂がラドロー城に留まり続けている。抱え持っている子供の頭蓋骨を片時も放そうとしないが、それには兄に明かせない悲しい理由があった。セバスチャンを気に入り、自分たちの執事として迎え入れる。
マチルダ・シモンズ
声 - 高梁碧
第1期第17話、第18話に登場。ブレストンの外れにある、使われていない古い修道院へ集った異端の教団で働いている、若く美しい修道女の1人。
潜入したセバスチャンに一目惚れしてしまい、離れの小屋でセバスチャン曰く「マーキング」を施された後、惚けながら教団の情報を提供してしまう。グレルは「マーキング」を施されたマチルダのことを死亡者リストに書いてしまうほど気に食わなかった模様だが、彼女の身体のマーキングは後にセバスチャンが危機から脱する際に役立つこととなる。
コラーロ
声 - 坂口候一
イタリアン・マフィア、フェッロファミリーのボス。第1期第20話で劉が英国を去る際に彼の縄張りを引き継いだ後、共闘してシエルを闇の世界から追い落とそうと目論むが、第21話でファントムハイブ家の襲撃に失敗した後は登場していない。
女王陛下
声 - 定岡小百合
第1期第24話に登場。肉体が腐り果てたヴィクトリア女王の代行者として、大衆の前に姿を見せた。

### テレビアニメ版第2期
英国の裏社会で起きた厄介事を片付ける「女王の番犬」ことファントムハイヴ家に対して、トランシー家は英国で起きた厄介事の後始末を任されている「蜘蛛」と呼ばれる。アロイスが当主になってからは、屋敷にはアロイス以外には彼の契約した悪魔といった人外しかいない。
クロード・フォースタス
声 - 櫻井孝宏
トランシー家の執事を務めるアロイスと契約した蜘蛛の悪魔。第2期の黒幕的存在。黒髪金瞳に眼鏡を着用する美青年。契約者・アロイスには「イエス、ユア・ハイネス」と絶対服従し、執務を完璧にこなす。アロイスの「願い」に従って、セバスチャンがアッシュとの戦いで契約印の刻まれた左腕を失った隙をつき、望みを果たし魂を差し出そうとしたシエルの魂を奪っていった。
常に冷静沈着で無感情な鉄面皮だが、仕事前のウォームアップにタップダンスを踊り出すなど、挙動には若干外連味がある。セバスチャンとは互いに平静を装いつつも、皮肉混じりに仕事の不備を指摘し、執事の格を熾烈に競い合うなど、かなり険悪な仲。トランシー家に遣える悪魔たちの指揮も任されており、戦闘時にはハンナの体内に収納している魔剣・レーヴァテインを武器にして戦う。
アロイスからはその忠誠心とアロイス自身を必要とする姿から厚く信頼されており、唯一の寄る辺として愛情を抱かれていたが、自身はあくまで喰らう魂の1つとしか認識しておらず、セバスチャンが単なる契約者としての関係以上に執着しているシエルに興味が移る。やがて執事に愛情を求めるアロイスを見限り、シエルを手に入れるための道具として利用しようと考え殺害、アロイスから抽出した魂を指輪に封じ込め、シエルを洗脳してアロイスの記憶と混濁させることにより、シエルに自身の主と思い込ませることに成功するが、シエルからは執事業を完璧にこなせず奇行が過ぎるため、毛嫌いされる。
最後は、シエルの魂を巡ってセバスチャンとの決闘の末、セバスチャンの手によってレーヴァテインで貫かれたことで死亡する。最後はセバスチャンから利用していたはずのアロイスに悪魔である自分が翻弄されていたことを指摘され、アロイスを己の真の主として認め、執事として息絶える。
アロイス・トランシー
声 - 水樹奈々
トランシー伯爵家現当主を務める金髪碧眼の美少年。1874年11月5日生まれ。通称「旦那様」。生後間もなく何者かにさらわれ行方不明になったとされていたが、ある日クロードを連れて帰還し父の後を継ぎ当主になった。
性格は基本的に明るく、クロードには絶対の信頼を置くが、彼以外の者を見下したりハンナの左目を抉ったりする残忍性と、孤独や暗闇を恐れる脆さを併せ持つ。舌にはクロードとの契約の証である黄色の逆ペンタクルが刻まれている。
本名はジム・マッケン。トランシー伯爵の実子ではなく、一村の裕福な子供だった。両親の死後、弟・ルカと共に村人たちから虐げられて彼らを憎む中、ルカと契約したハンナの手で村とルカを失い（村を失うことは本人の希望でもあった）、トランシー家の男娼として迎えられた際、トランシー伯爵を手玉に取って養子に収まった。その後クロードと契約し、契約者の「願い」による魂の熟成を狙うクロードから、弟を殺した相手がセバスチャンであると吹き込まれ、伯爵が死にトランシーの全てを相続した後、セバスチャンに復讐すべく彼が執着するシエルを奪い取ろうとする。
セバスチャンとクロードの密約によって、シエルから自身の復讐相手と誤解されたことでシエルとの決闘の果てに敗北し、致命傷を負う。最後は孤独を恐れるあまりクロードへの愛情を吐露するが、その姿に幻滅したクロードに殺され、シエルの魂を欲するクロードの策略によって魂を抽出されてトランシー家当主の指輪に封じ込められ、その記憶をシエルと混濁させられた。
しかし、ハンナが殺害直後のアロイスの眼を体内に取り込んでおり、ハンナによってシエルの肉体の中で覚醒した意識が彼の肉体を支配する。自らの意識によりトランシー邸の庭園に作り出した薔薇迷宮でシエルの魂を巡ってセバスチャンとクロードが争う間、ハンナによって全ての真実を知らされ、アロイスとルカを愛していると告げたハンナとの契約を承諾する。シエルへの嫉妬心と自らを裏切ったクロードへの復讐心から、セバスチャンとクロードのどちらが勝ってもシエルの魂を手に入れられないよう、「シエルを悪魔として蘇らせる」という内容でハンナと契約した。
死の島においてセバスチャンに敗北したクロードが死亡した後、ハンナに魂を差し出し、最後はルカ、クロード、ハンナと全員の愛を手に入れた。
ハンナ・アナフェローズ
声 - 平野綾
トランシー家唯一のメイド。魔剣・レーヴァテインを体内に収納する「悪魔の剣を納める鞘」と呼ばれる悪魔。長い銀髪と褐色の肌を持つ物静かな美女で、常に憂いの表情を浮かべている。
第1話にて左目をアロイスに抉られ、彼と契約するまでは包帯を巻いていた。アロイスからは同じく悪魔であるクロードとは異なり、「何を考えているか分からない」と毛嫌いされ、虐げられている。
過去にアロイスの弟・ルカと契約してアロイスの村を滅ぼし、ルカの魂を契約により喰らった張本人。ルカのただ純真に兄を想い、魂を喰らった自分に感謝する姿に心打たれ、ルカと血を分けた兄弟であるアロイスを愛して彼の願いを叶えるべく、三つ子の眷属と共にトランシー家を訪れる。
グレルに腹を串刺しにされて無惨に敗北するが、悪魔であるために傷は治癒してその直後にクロードによって殺害されたアロイスの眼を自らの体内に取り込み、クロードによって洗脳されたシエルの中のアロイスを覚醒させた。アロイスの覚醒後、彼の眼は自らの左目に移植する。薔薇迷宮で全ての真実を告白してルカとアロイスへの愛を告白し、アロイスと契約する。
死の島においてシエルの魂を巡ってセバスチャンとクロードを決闘させ、アロイスとの契約に従いシエルを悪魔に変えた後、アロイスとルカの魂を内包したままクロードの亡骸の傍らで、崩れゆく死の島と運命を共にする。
トンプソン、ティンバー、カンタベリー
声 - 鈴村健一（OVA）
トランシー家の使用人である三つ子の悪魔。顔と服装はそっくり同じで、見分け方は前髪。
元々はハンナの眷属で、ハンナがトランシー家に遣えると共に使用人となった。そのため、トランシー家では影響力の強いクロードにも従う。常に3人一緒に行動し、全員無口だが、仕事や戦闘はそつなくこなす。最後はセバスチャンにバラバラに切断され、死亡する。
3人とも毒舌のため、命令で普段は聞こえないほどの小声で話している。喋る時はトンプソンは明るい声で、ティンバーは暗い声で、カンタベリーは狡猾そうな声で喋る。また、ハンナの頼みでトランシー家に仕えているだけで、本心ではトランシー家を「燃やしちゃうのにね」と言うほど嫌悪している。
トランシー伯爵
声 - ふくまつ進紗
アロイスの父親で、トランシー家前当主。3年前に病死した。悪趣味な嗜好を持ち、屋敷の奇抜な内装だけではなく、大勢の少年を男娼として家に迎え、その身体を貪る変態として知られていた。
アーノルド・トランシー
声 - 星野充昭
トランシー伯爵の弟で、アロイスの叔父。金銭欲が強い模様。アロイスが本当にトランシー家の人間かどうか疑念を抱いている。
エドワード・アバーライン
声 - 菅沼久義
フレッドの双子の兄で、スコットランドヤードの警部。正義感は強いが、暑苦しい性格をしている。
マーガレット・ターナー
声 - 津田匠子
ロンドンの街並にある写真屋ターナー（声 - 志村貴博）の妻だが、本心では彼のことを愛しておらず、無理やり結婚させられたらしい。
金色の眼をした謎の人物に唆され、自分の幸せのためにカメラのフラッシュを利用し、ターナーをはじめとした人々を次々と焼殺した後、自身も炎に包まれて焼死する。
エレン
声 - 石川綾乃
新婚夫婦の妻。3話冒頭でマーガレットに焼殺され、遺体は高温の火力で灰となって崩れ落ちた。
ルカ・マッケン
声 - 井上麻里奈
アロイス（ジム）の弟。兄を心から慕い、彼の言いつけに「イエス、ユア・ハイネス」と答えるのが好きだった。
故郷の村を憎む兄の望みを叶えるため、村を滅ぼすべくハンナと契約し、その代償として魂を食われて死亡する。それを知りながらも兄の望みが叶うことをただ純粋に喜び、魂を食われる直前にハンナへの感謝さえ述べるその姿は、彼女の心に大きな影響を与えた。

### OVA
トマス・ウォリス
声 - 川野剛稔
OVA『死神ウィルの物語』に登場。グレルとウィリアムの死神最終試験の実技課題として、死に値するかの審査の対象となった青年。1775年のグリストル出身で、印刷工場にて働きながら小説家を志望している。1799年12月16日午後4時に魂を回収（死亡）予定。
小説家としては鳴かず飛ばず続きだったところにグレルとウィリアムが現れたことが、小説『死神ウィルの物語』を執筆するきっかけとなる。その出版の締切日、馬車にはねられて死亡したトマスの魂を回収する際にウィリアムは死の足掻きを初体験し、グレルに助けられている。
ローレンス・アンダーソン
OVA『死神ウィルの物語』に登場。死神派遣協会の中枢ともいえる眼鏡課の課長。通称おやっさん。最終試験に合格した全ての死神の眼鏡を制作している伝説の人。

### 舞台版
アラン・ハンフリーズ
『ミュージカル黒執事 -The Most Beautiful DEATH in The World- 千の魂と堕ちた死神』に登場する、舞台オリジナルキャラクター。ポールウェポンのように柄の長いナタ型の‘死神の鎌’を持つ。死神派遣協会ではウィリアムも一目置くほどの優秀な優等生死神。真面目で責任感が強い性格。新人時代、エリックが教育係を担当しており、彼よりも好成績を残している今も彼に憧れている。死神がかかる死の棘が心臓に突き刺さる呪いにかかってしまう。その呪いを解こうと「穢れのない千の魂」をエリックが集めていることを知り、自分のせいで彼が手を汚し、死神派遣協会から追われる身になることを悔やみ、エリックと共に死神派遣協会を追われる道を選ぶ。「穢れのない千の魂」を集めることを止める代わりに自分が死んでも彼のパートナーでいることを望む。しかし、アランの命を救うためにアランに内緒でまだエリックが「穢れのない千の魂」を集めていることを知り、これ以上エリックの手を汚してほしくない一心で千個目の魂として狙ったシエルの盾となりエリックの一撃を受け、死亡。
アニメ第2期OVA「死神ウィルの物語」にてエリックとともに一瞬登場した。アニメ第3期第3話にも登場。
エリック・スリングビー
『ミュージカル黒執事 -The Most Beautiful DEATH in The World- 千の魂と堕ちた死神』に登場する舞台オリジナルキャラクター。のこぎり型の‘死神の鎌’を持つ。実力のある死神であるのだが、不真面目で職務態度はよくない。アランが新人時代、彼の教育係をしていた。アランが死神がかかる死の棘が心臓に突き刺さる呪いにかかっていることを知り、唯一呪いを解く方法である「穢れのない千の魂」を集めるようになる。そのことが死神派遣協会にばれ、追われる身になってしまうがドルイット子爵の協力もあり、999個までの魂を集める。しかし、最後の千個目としてシエルを狙い、自分を止めようとシエルの盾となったアランを斬ってしまい、自分の手で殺してしまう。アランを救えなかったことと自分の手で殺してしまったことに絶望し、セバスチャンに殺してもらうことを望み、セバスチャンの手でアランの死神の鎌で斬られ死亡。
アニメ第2期OVA「死神ウィルの物語」にてアランとともに一瞬登場した。アニメ第3期第3話にも登場。
シャープ・ハンクス
舞台版のみ登場。初演版「千の魂と堕ちた死神」で初登場し、それ以降の原作のエピソードの舞台化でも登場している。アバーラインの部下で新人刑事。アバーラインと共に事件の捜査を行う。真面目で正義感は強いがお惚けた発言が多く、アバーラインを困らせる。

### ゲーム版
ステラ・ローズ
声 - 中島愛
ローズ家の令嬢。
パトリック
声 - 前野智昭
ローズ家の元執事。
ローマン・マクダウェル
ローズ家の元家令。
ロレイン・マクダウェル
ローマンの娘。
エドワード・リドリー
ステラの近親者。通称「リドリー爵」。